# Robert Louis Stevenson
Pour les articles homonymes, voir Robert Stevenson et Stevenson.
Œuvres principales
- Voyage avec un âne dans les Cévennes (récit de voyage, 1879)
- L'Île au trésor (roman d'aventure, 1883)
- Dr. Jekyll et M. Hyde (roman fantastique, 1886)
- Le Maître de Ballantrae (roman d'aventure, 1889)
- Veillées des Îles (recueil de nouvelles, 1893)

Robert Louis Stevenson /ˈɹɒbət ˈluɪs ˈstiːvənsən/, né le 13 novembre 1850 à Édimbourg et mort le 3 décembre 1894 à Vailima (Samoa), est un écrivain écossais et un grand voyageur, connu dans le monde entier pour ses deux romans, L'Île au trésor (1883), L'Étrange Cas du docteur Jekyll et de M. Hyde (1886), qui en ont fait un objet de vénération dans tout le monde anglophone.
Stevenson est considéré comme un auteur de romans d'aventures ou de récits fantastiques pour adolescents, mais son œuvre a plus généralement été saluée avec enthousiasme par les plus grands de ses contemporains et de ses successeurs pour sa profonde intelligence de la narration, de ses moyens et de ses effets, qui exploite tous les ressorts du récit comme la multiplication des narrateurs et des points de vue, afin de créer un climax, point culminant du récit, et pratique en même temps une écriture très visuelle, propice aux scènes particulièrement frappantes.

## Biographie

### Enfance et jeunesse
Robert Lewis Balfour Stevenson naît au 8, Howard Place à Édimbourg où se sont installés ses parents, Thomas Stevenson et Margaret Balfour, après leur mariage deux ans plus tôt, le 28 août 1848.
Sa mère Maggie est la fille cadette du révérend Lewis Balfour, une famille des Borders.
Son père Thomas est un fervent calviniste appartenant à la célèbre lignée d'ingénieurs qu'est la famille Stevenson :
son grand-père Robert, son père Thomas, ses oncles Alan et David, tous sont concepteurs de phares et ont apporté leur contribution à la sécurisation du littoral maritime écossais.
Le 13 décembre 1850 afin de respecter la tradition écossaise, il est baptisé « Robert Lewis » par son propre grand-père, le révérend Lewis Balfour.

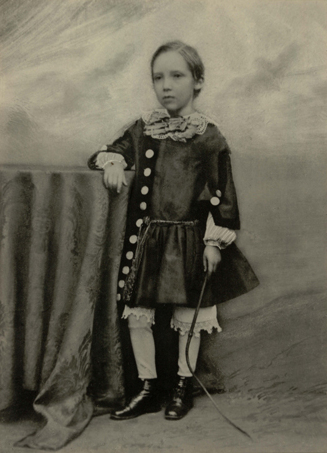
Robert Louis Stevenson à l'âge de 7 ans.

Assez rapidement, Maggie Stevenson se montre incapable de s'occuper pleinement de son fils. En plus de son inexpérience de jeunesse — elle n'a alors que 21 ans — elle souffre de problèmes pulmonaires vraisemblablement hérités de son père, auxquels s'ajoutent des troubles nerveux. Il apparaît nécessaire d'engager une nourrice pour l'enfant.
Trois se succèdent, mais c'est la dernière, entrée au service des Stevenson en mai 1852, qui marque Stevenson toute sa vie : Alison Cunningham, affectueusement surnommée « Cummy ». Le 14 décembre 1852, le petit « Smout », ainsi que ses parents le surnomment, tombe très malade, victime d'un refroidissement et d'une forte fièvre. Attribuant cela à la trop grande proximité de la Water of Leith, Thomas et Maggie déménagent en janvier 1853 pour s'installer au 1, Inverleith Terrace, dans une maison jugée plus saine pour l'enfant. Hélas, la demeure se révèle encore plus humide que la précédente et après une courte amélioration, Louis fait une rechute bien plus grave : le 10 mars 1853, le médecin diagnostique une attaque de croup. Dès lors, les neuf années qui suivent sont un calvaire pour l'enfant : rhumes, bronchites, pneumonies, fièvres et infections pulmonaires se succèdent à chaque hiver en plus des maladies infantiles classiques. Ce n'est qu'en février 1857 qu'un médecin établit un rapprochement entre l'humidité de la maison et la santé de l'enfant. Les Stevenson déménagent dès le mois de mai au 17, Heriot Row. Cette nouvelle demeure, plus saine et plus confortable que la précédente, est également plus en adéquation avec la nouvelle position sociale de Thomas, devenu entre-temps, en 1854, ingénieur attitré au Northern Lights Board. Mais il est déjà trop tard : la santé de Louis est définitivement ruinée.
Du fait de ses fréquentes maladies et de sa santé fragile, Louis est très peu sorti de chez lui, le « vilain climat » d'Édimbourg risquant de lui être fatal. Sa vie s'organise donc dans la maison d'Heriot Row dont Thomas est fréquemment absent, appelé par sa fonction au Northern Lights à des tournées d'inspection. Maggie, elle aussi souvent malade, se déresponsabilise peu à peu de l'enfant, la brave Cummy étant là pour l'assumer. Face à des parents trop souvent absents, rien d'étonnant alors à ce que cette dernière, dotée de surcroît d'une forte personnalité, devienne pour Louis « sa seconde mère, sa première femme, l'ange de sa vie d'enfant ». C'est elle qui garde le chevet du petit Smout dont les maladies occasionnent des nuits pénibles et fiévreuses remplies de cauchemars et d'insomnies, terreurs nocturnes évoquées dans son poème North-West Passage ainsi que dans son texte Un chapitre sur les rêves. Et c'est encore elle qui le distrait pendant les longues journées où il reste cloué au lit, en lui faisant la lecture : la Bible, le Voyage du pèlerin de Bunyan, la biographie du pasteur McCheyne, les écrits covenantaires comme ceux de Wodrow ou Peden ; ou encore en lui racontant l'histoire de l'Écosse et particulièrement celle des persécutions subies par les Covenantaires durant le Killing Time, ainsi que des contes populaires de fantômes et de revenants. Ils sont aussi très friands des récits d'aventures paraissant dans la revue Cassel's Family.
Cette double influence qui fut la sienne, il la résume d'ailleurs très bien : « Un petit Écossais entend beaucoup parler de naufrages, de récifs meurtriers, de déferlantes sans pitié et de grands phares, ainsi que de montagnes couvertes de bruyère, de clans sauvages et de covenantaires pourchassés. »
Le 7 octobre 1856, vient s'installer à Inverleith son jeune cousin Bob auquel sa famille souhaite épargner le triste spectacle des crises de démence de son père Alan. De trois ans plus âgé que Louis, il devient le compagnon de jeu de Louis : ensemble, ils s'amusent à s'inventer des histoires ou bien à peindre des figurines du théâtre de Skelt, dont les titres évocateurs enflamment l'imagination du jeune Louis.
Autres conséquences de sa santé défaillante, les périodes de cure ou de convalescence chez son grand-père, au presbytère de Colinton (Colinton Manse). C'est là qu'est son « Âge d'Or ». Situé à quelques kilomètres d'Édimbourg, Louis y retrouve ses nombreux cousins et cousines et tout n'est que jeux et amusements sous la bienveillance de Jane Whyte Balfour — la fameuse « Auntie » dont il est fait mention dans A Child's Garden of Verses —, fille aînée de Lewis Balfour. À la mort de ce dernier le 30 avril 1860, un nouveau révérend vient le remplacer et c'en est fini de Colinton. « Auntie » quitte le presbytère pour s'installer à Spring Grove près de Londres.
Ses premières tentatives de scolarisation sont vite interrompues pour raisons de santé : en 1856, crises de toux et fièvres découragent ses parents pour le reste de l'année, puis en 1857, après deux semaines de classe, une fièvre gastrique suivie d'une bronchite l'immobilisent tout l'hiver. Il entre en octobre 1861 dans la petite classe de l'Edinburgh Academy, mais il se montre plutôt solitaire : sa faible constitution l'empêchant de prendre part aux jeux, il peine à s'intégrer aux autres enfants. Au printemps 1862, c'est Thomas qui est pris de quintes de toux et Louis est encore une fois sorti de l'école afin d'accompagner ses parents dans le sud de l'Angleterre, avant de passer un mois à Hombourg en juillet. Puis les vacances sont prolongées jusqu'en automne en prenant une location à North Berwick, ce qui constitue le premier vrai contact avec la mer pour Louis dans ce qui était encore un petit village de pêcheurs sur le Firth of Forth, près de Dunbar. Lorsqu'arrive la rentrée scolaire, Maggie tombe presque aussitôt malade nécessitant une cure plus radicale. Le 2 janvier 1863, la famille, accompagnée de Cummy, part pour un long périple : ils traversent d'abord la France et s'installent à partir du 4 février à Menton. Au terme de deux mois de cure, durant lesquels Louis a étudié avec un précepteur français, l'état de santé de Maggie s'est considérablement amélioré. Ils repartent donc tous le 31 mars 1863 pour visiter l'Italie durant plus d'un mois, avant de prendre le chemin du retour le 8 mai via l'Autriche et l'Allemagne. Le 29 mai 1863, après 5 mois de voyage et de dépaysement, Louis regagne enfin Heriot Row et voit s'approcher sans grand enthousiasme la perspective de la rentrée à l'Academy. Devant la détresse de son fils, Thomas décide de lui changer les idées et lui propose de l'accompagner durant l'été dans sa tournée d'inspection des phares sur la côte de Fife. Louis accepte avec joie ce « premier voyage en qualité d'homme, sans jupons pour [l']assister ». À leur retour, ils découvrent Maggie à nouveau souffrante et un nouveau séjour dans le Midi de la France semble s'imposer pour elle. Pour ne pas perturber à nouveau la scolarité de Louis, ses parents décident de l'envoyer en pension à Burlington Lodge Academy près de chez « Auntie » à Spring Grove. Outre un premier contact plutôt négatif avec la société anglaise, c'est là qu'il écrit ses premiers récits d'aventures pour le magazine de l'école préfigurant déjà son œuvre à venir. Mais il vit assez mal cet éloignement et réclame à son père de pouvoir revenir[réf. nécessaire]. Thomas cède : il rejoint son fils le 19 décembre 1863 et tous deux vont retrouver Maggie et Cummy à Menton. Thomas repart pour Édimbourg fin janvier 1864 après avoir promis à son fils de ne pas le renvoyer à Spring Grove. Ils quittent Menton en mai 1864 pour passer les vacances sur les rives de la Tweed près de Peebles. Quand il ne passe pas ses journées à s'amuser avec ses cousins, Louis s'investit sérieusement dans plusieurs projets d'écriture.
En octobre 1864, Thomas l'inscrit dans une école pour « enfants à problèmes ». Son intégration parmi les autres élèves se passe mieux, mais il ne montre pas un grand intérêt pour les études[réf. nécessaire]. Le but qu'il s'est fixé est déjà tout autre, et il y consacre le plus clair de son temps : apprendre à écrire. Il travaille notamment sur une pièce de théâtre inspirée de la vie de Deacon Brodie, homme d'affaires respecté le jour, criminel et voleur la nuit. S'étant découvert avec un autre élève de l'école les mêmes influences et la même passion de la littérature, ils se lisent à tour de rôle leurs compositions et collaborent à la publication d'un magazine. Sa rencontre avec l'une de ses idoles, l'auteur du célèbre The Coral Island, Robert Michael Ballantyne, renforce sa passion pour l'écriture. En février 1865, nouvelle interruption de scolarité pour suivre Maggie en cure à Torquay jusqu'en octobre. Au cours de la nouvelle année scolaire, Louis se lance, seul cette fois-ci, dans un autre projet de revue, dont trois numéros paraissent au début de l'année 1866. La revue ne survit pas au nouveau séjour à Torquay, d'avril à mai, que nécessite la santé de sa mère. Durant l'été qui suivit, Stevenson entreprend d'écrire un roman avec en toile de fond le soulèvement covenantaire de 1666 dans les Pentland Hills : l'Insurrection des Pentland. Mais son père, à la lecture de ses premiers brouillons, qualifie le travail de raté et l'encourage à abandonner la voie de la fiction au profit d'un simple récit historique. Louis, pour faire plaisir à son père, passe tout l'automne à la réécriture de Pentland Rising. En récompense, Thomas fait imprimer l'œuvre de son fils à cent exemplaires chez un libraire d'Édimbourg et rachète la totalité du tirage.

Prédestiné à perpétuer la dynastie des Stevenson, il entre à l'âge de 17 ans, en octobre 1867, à l'université d'Édimbourg pour y préparer un diplôme d'ingénieur.

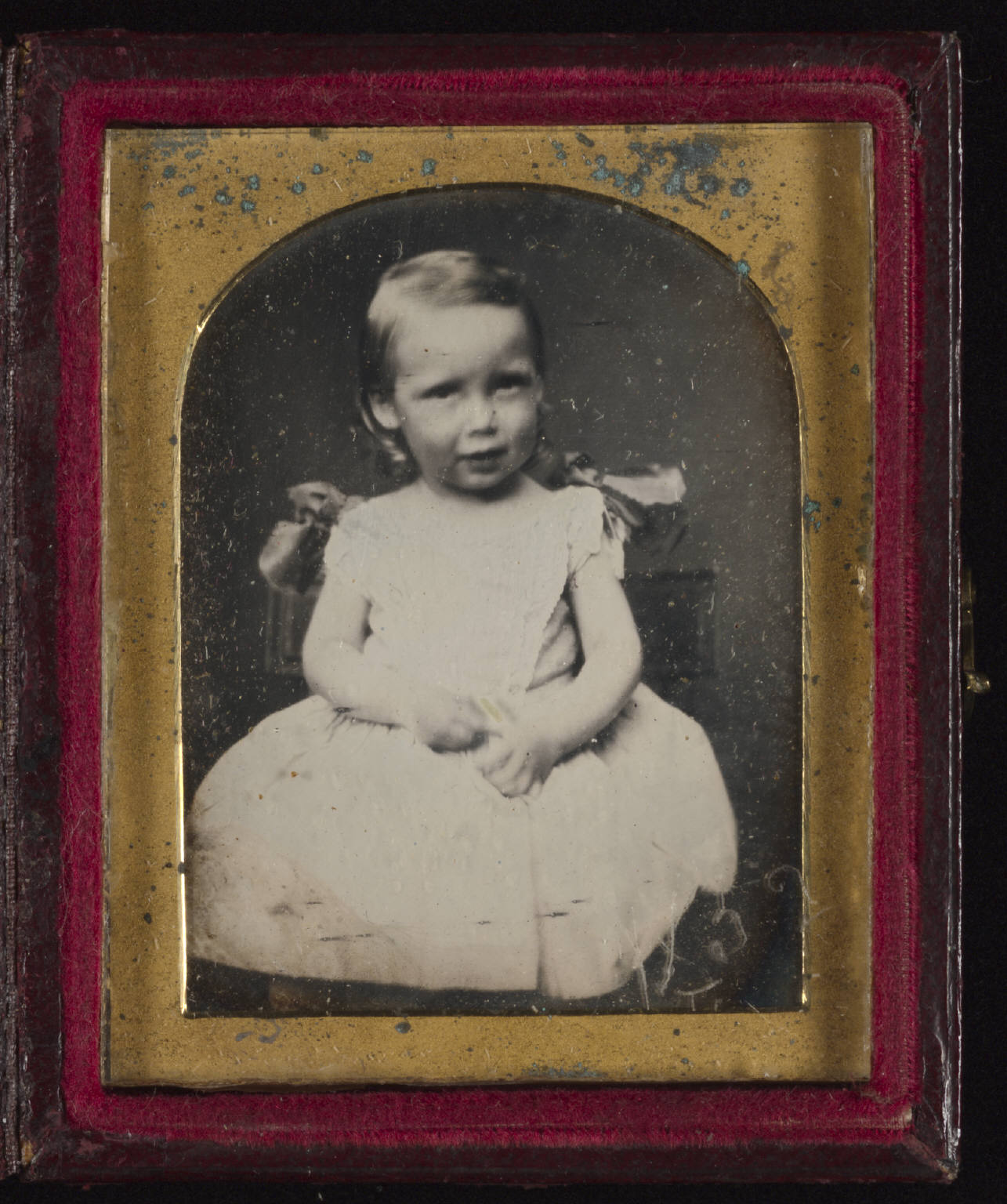
Robert Louis à 20 mois
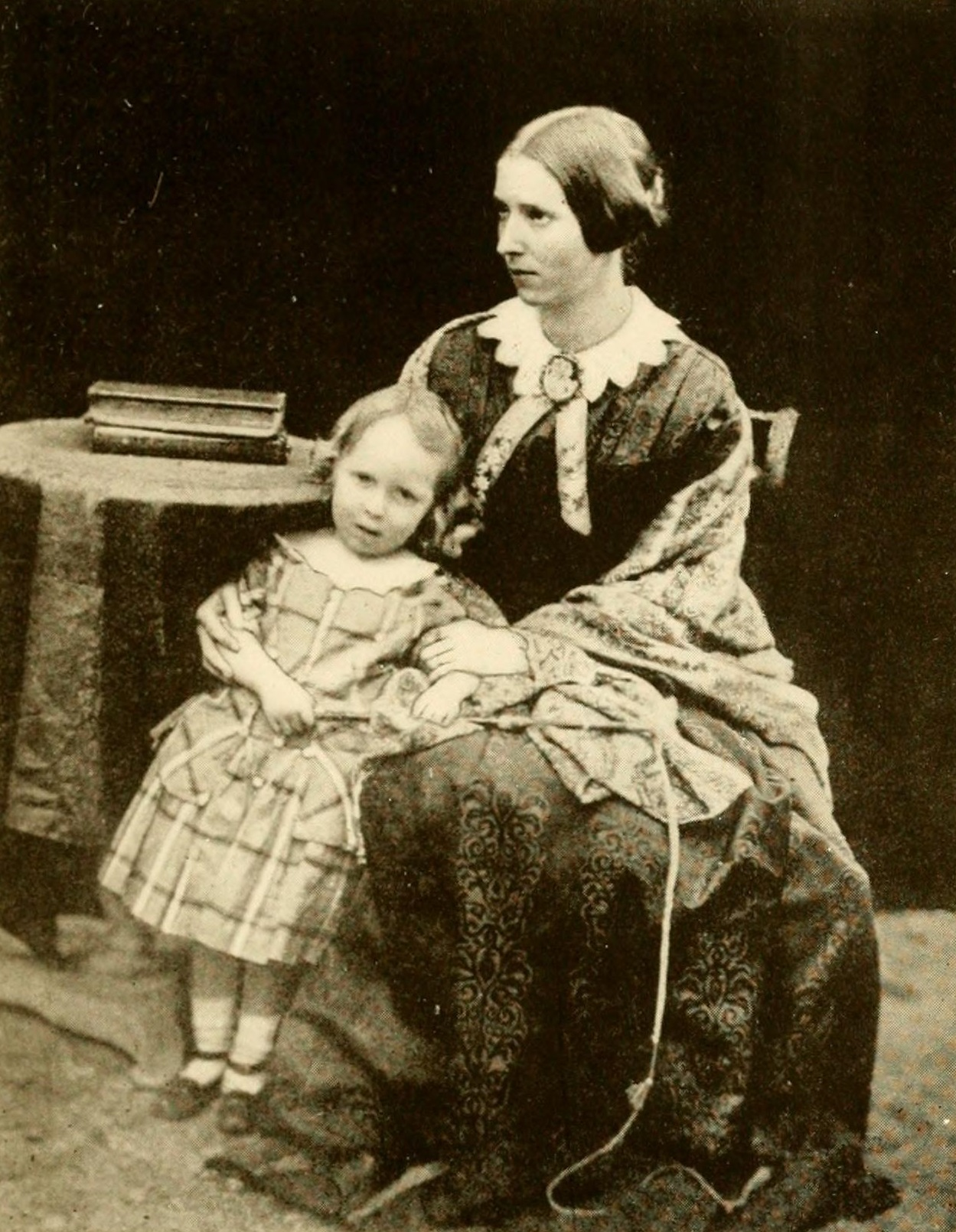
Robert Louis avec sa mère
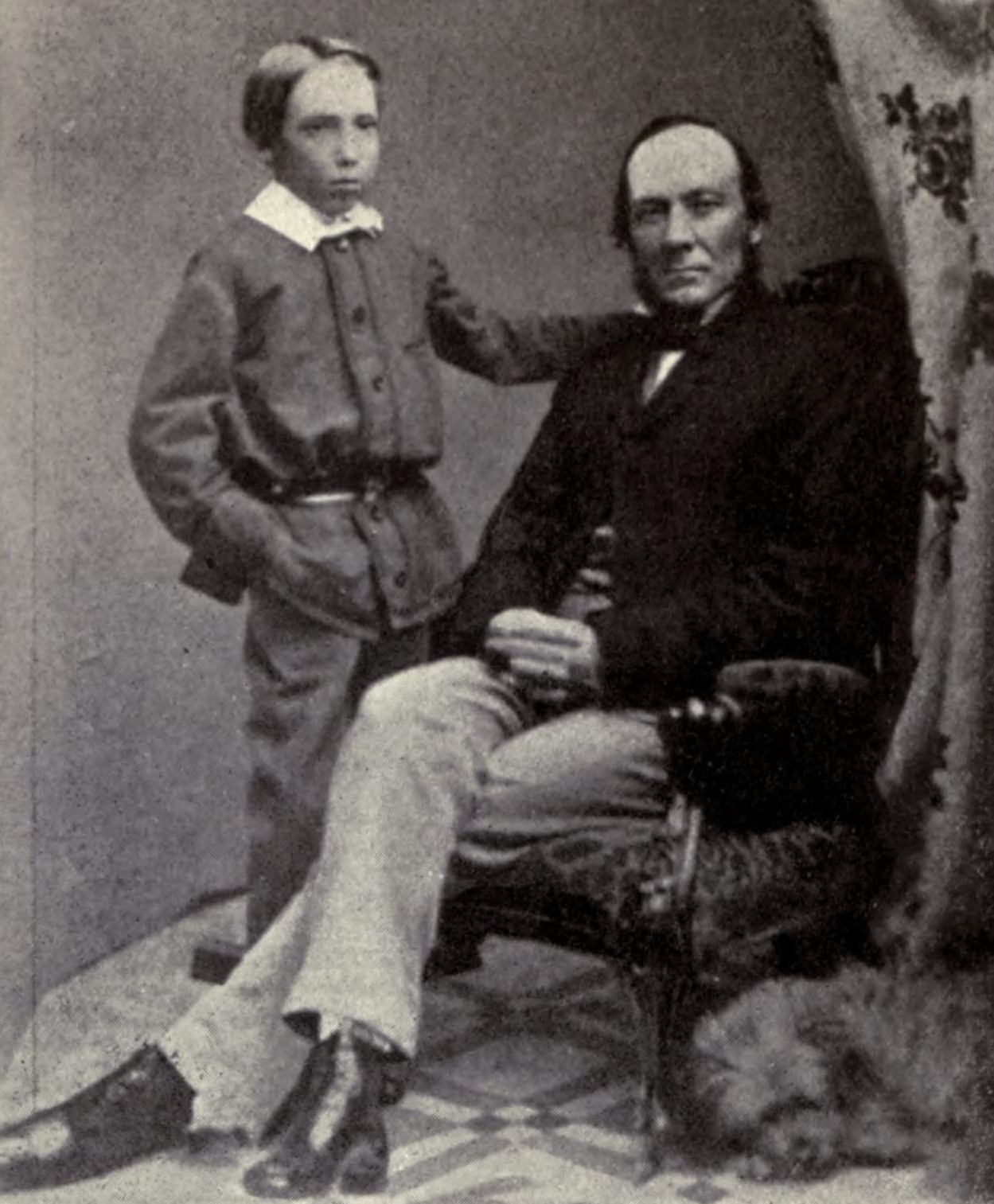
Robert Louis avec son père
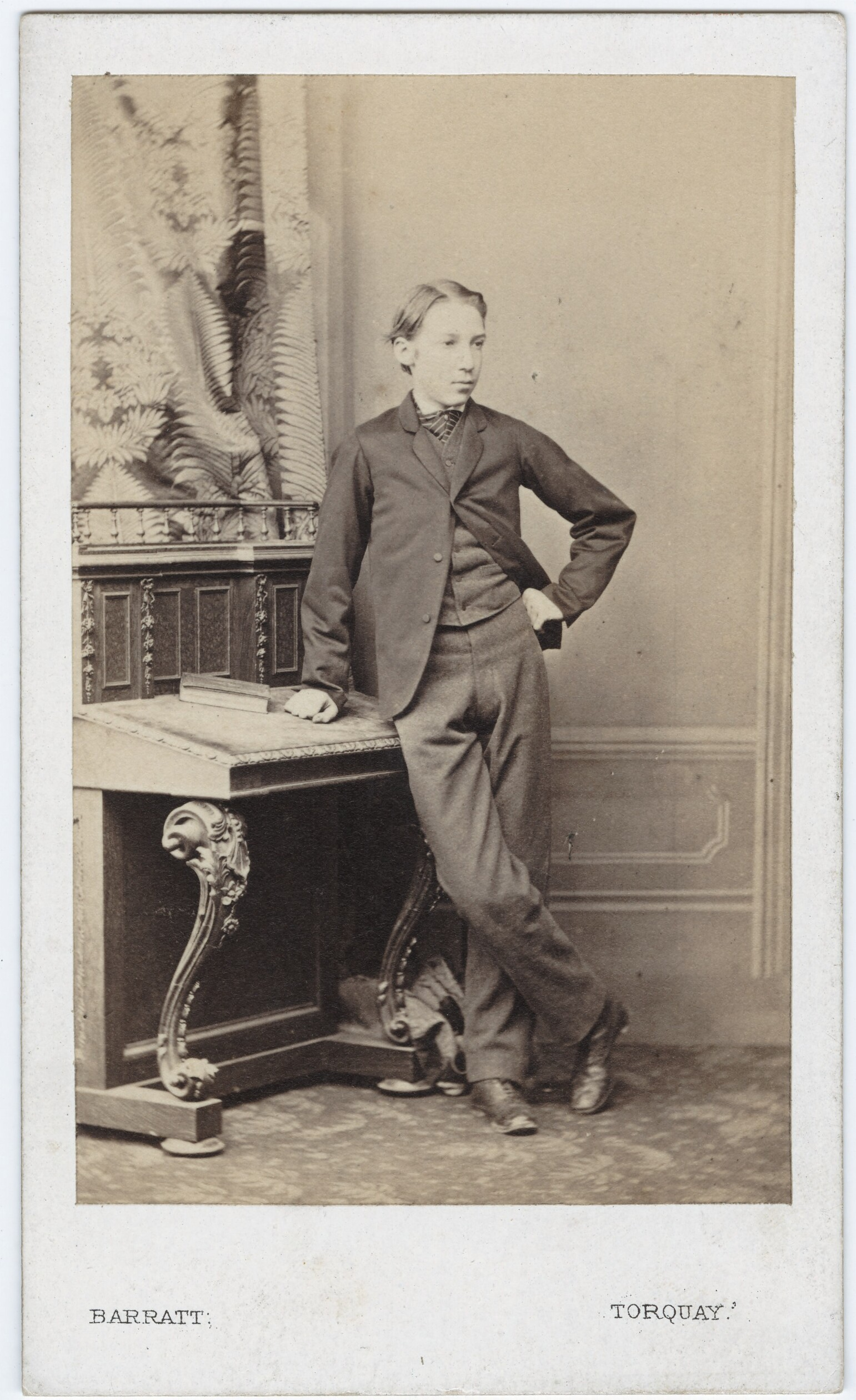
Robert Louis à Torquay en 1865
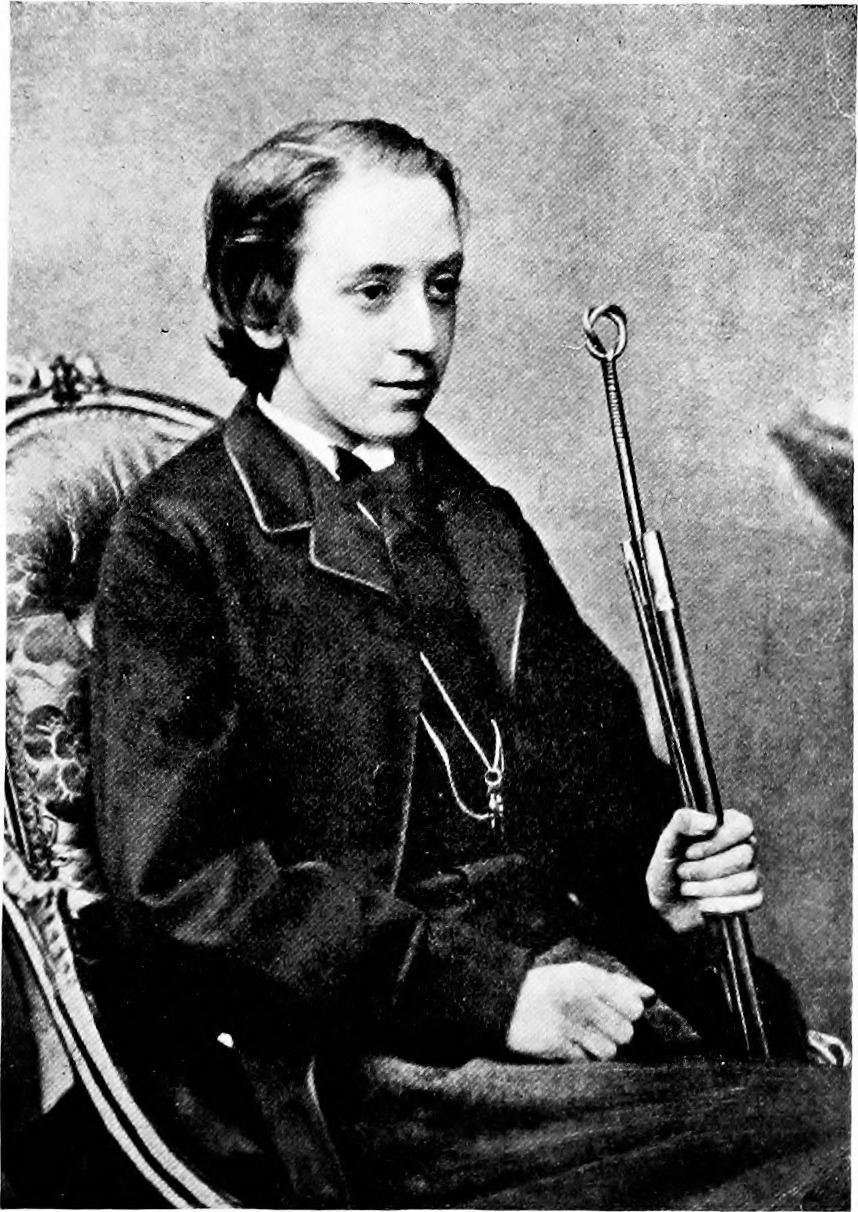
Robert Louis vers 15 ans

### Université et vie de bohème

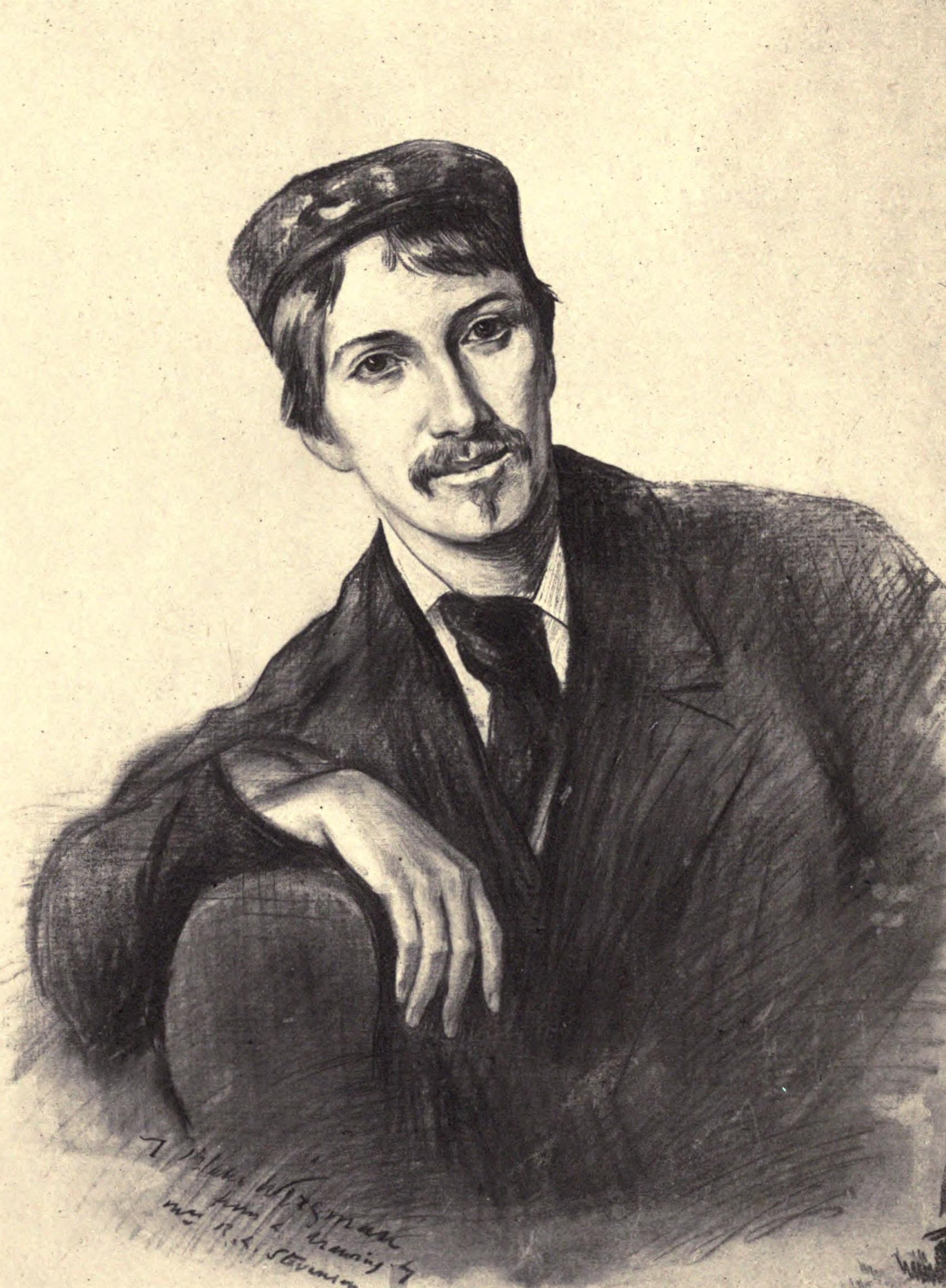
D'après un dessin par Fanny Osbourne, 1876 ou 77

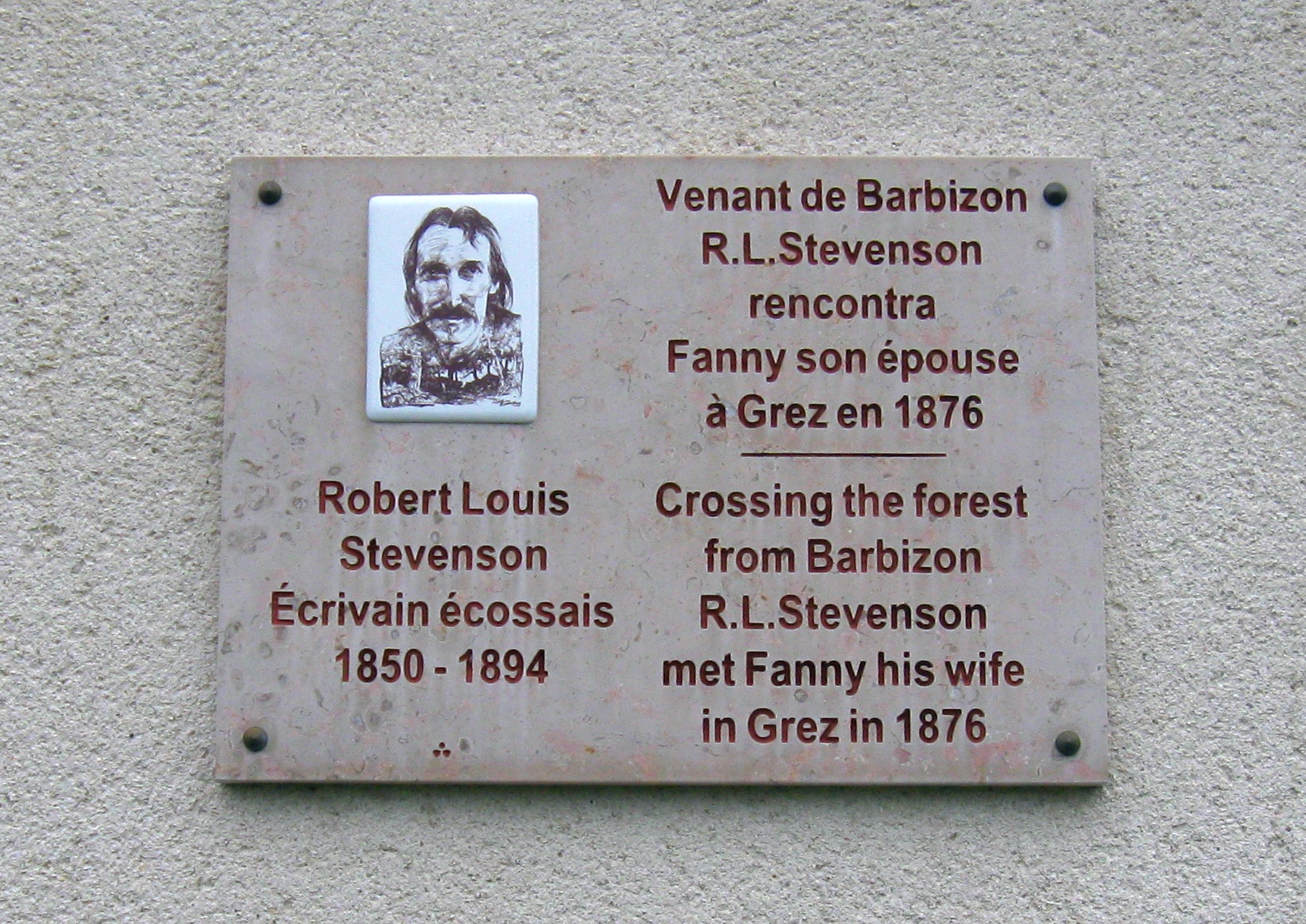
Plaque commémorative à Grez.

Malgré des travaux prometteurs (des dessins de phares commentés élogieusement), il s'applique peu aux études, aspirant déjà à devenir écrivain. Il mène alors une vie dissolue, scandalisant famille et professeurs, notamment par sa relation avec une prostituée d'Édimbourg. C'est à cette époque qu'il transforme la graphie « Lewis » de son nom en « Louis » à la française, la prononciation demeurant la même. Il adopte ainsi le nom de Robert Louis Stevenson et utilise désormais le sigle « R. L. S. » pour se désigner. Il abandonne ses études d'ingénieur en 1871, sa mauvaise santé s'accordant décidément mal avec le métier de constructeur de phares. Il se réoriente alors vers le droit — reçu à l'examen du barreau le 14 juillet 1875, il n'exerça pourtant jamais la profession d'avocat — pensant ainsi disposer de plus de loisirs afin de se consacrer à sa vocation secrète : l'écriture. En septembre 1872, il fréquente le club « L.J.R. » (Liberty, Justice, Reverence) fondé avec son cousin Bob, une société d'étudiants en rébellion prônant l'athéisme et le rejet de l'éducation parentale. Cela est fort peu au goût de son père. Le scandale familial atteint son paroxysme début 1873, quand il lui annonce qu'il a perdu la foi.
Après un premier voyage en France en 1875 avec son ami Sir Walter Grindlay, tous deux voyagent l'année suivante en canoë sur les rivières du Nord d'Anvers à Pontoise. Il n'en publiera le récit que deux ans plus tard, en 1878, dans le livre Voyage en canoë sur les rivières du Nord (An Inland Voyage), tiré à seulement 750 exemplaires.
En août 1876, séjour à Barbizon puis à Grez où il rencontre Fanny Osbourne, née Van de Grift. Cette Américaine de dix ans son aînée est une artiste-peintre qui vit séparée de son mari Samuel Osbourne et élève seule ses deux enfants Isobel et Lloyd. Entre eux deux, le coup de foudre est immédiat. Ils se retrouvent durant l'été 1877 de nouveau à Grez, puis à Paris en octobre. Ils veulent se marier mais Fanny n'est pas divorcée de son mari. En 1878, elle repart en Californie, pour obtenir ce divorce. De son côté, Stevenson voudrait bien la suivre mais ses finances ne le lui permettent pas. De surcroît, son père menace de lui couper les vivres s'il persiste dans cette idée de mariage. Cette année-là, il publie son deuxième récit de voyage, Edinburgh: Picturesque Notes en feuilletons dans The Portfolio illustré par des eaux-fortes.

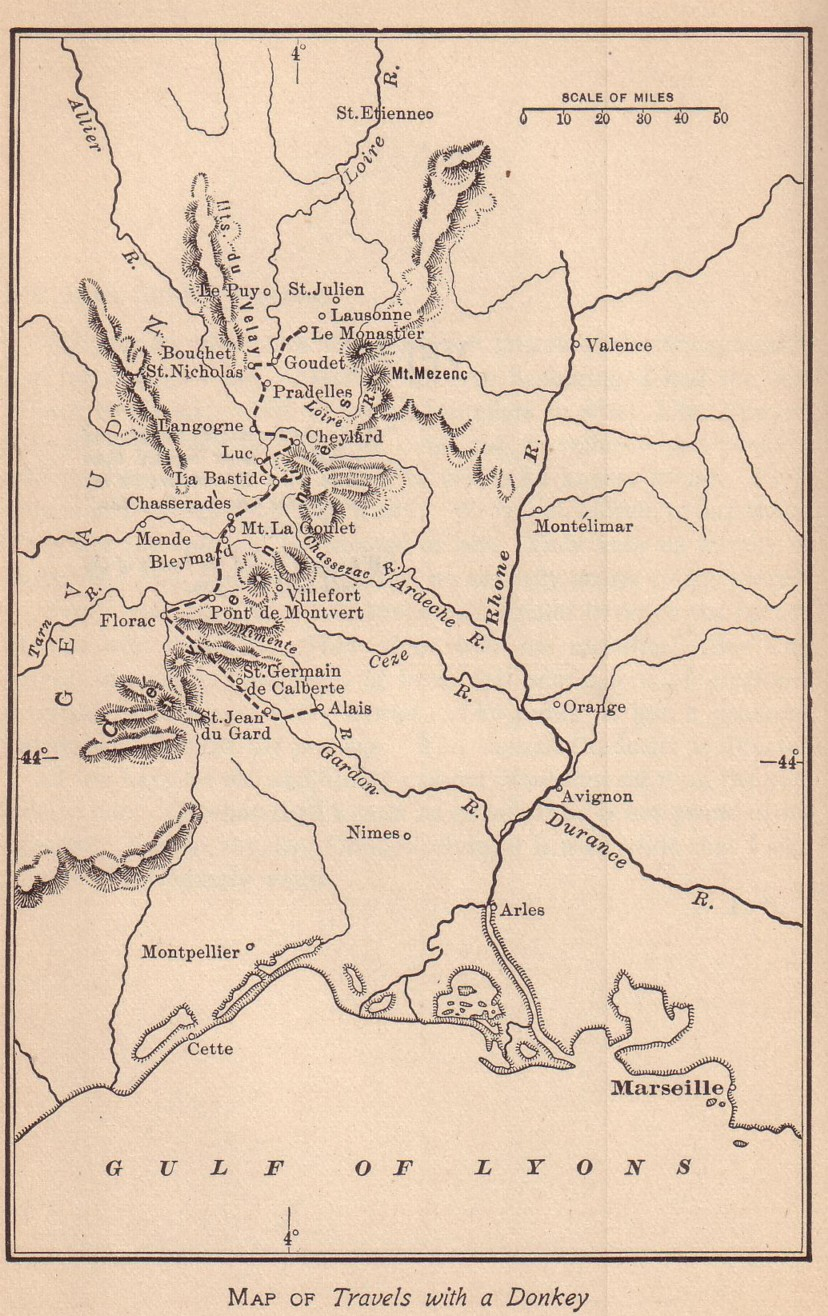
Carte du voyage de Stevenson, avec un âne dans les Cévennes

Déçu et en proie au doute, il part s'isoler au Monastier-sur-Gazeille, en Auvergne. Depuis cette localité, il effectue une randonnée en compagnie d'une ânesse, nommée Modestine, le bât fixé sur l'animal est un sac servant à contenir ses effets et son sac de couchage. Durant ce périple, il pense énormément à  Fanny Osbourne.
Parti le 22 septembre 1878 de Haute-Loire, il atteint douze jours plus tard la petite ville de Saint-Jean-du-Gard. Son parcours a cheminé dans le Velay, la Lozère ou ancien pays de Gévaudan (mont Lozère et Cévennes), en passant par les communes de Langogne, Luc, Le Bleymard, Le Pont-de-Montvert, Florac et Saint-Germain-de-Calberte, en pays camisard. 
Cette randonnée de 230 km est connue sous le nom de « chemin de Stevenson » et référencée comme sentier de grande randonnée GR70. Le récit de ce périple, Voyage avec un âne dans les Cévennes publié en 1879, ne connaît qu'une diffusion confidentielle, avec un premier tirage de seulement 750 exemplaires, et recueille quelques bonnes critiques. Il inspirera au siècle suivant de nombreux randonneurs adeptes du tourisme durable.

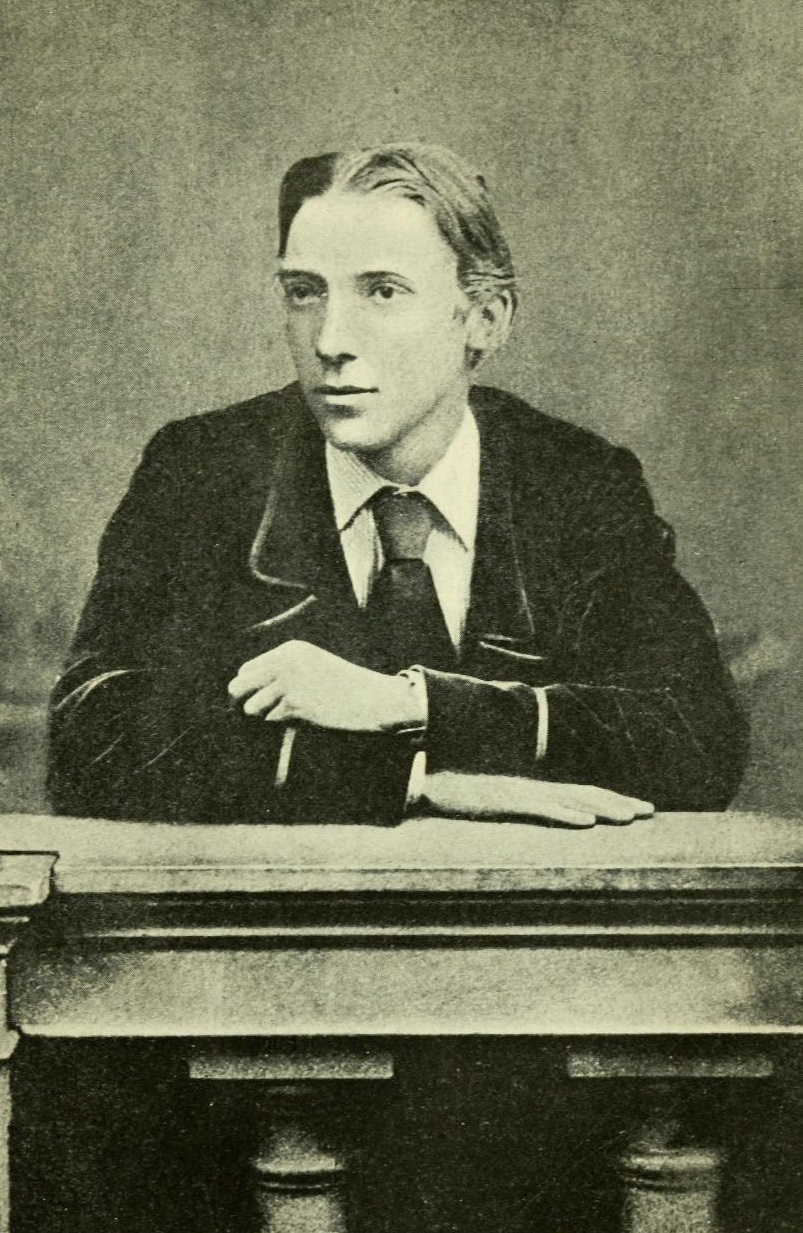
Stevenson à 20 ans.
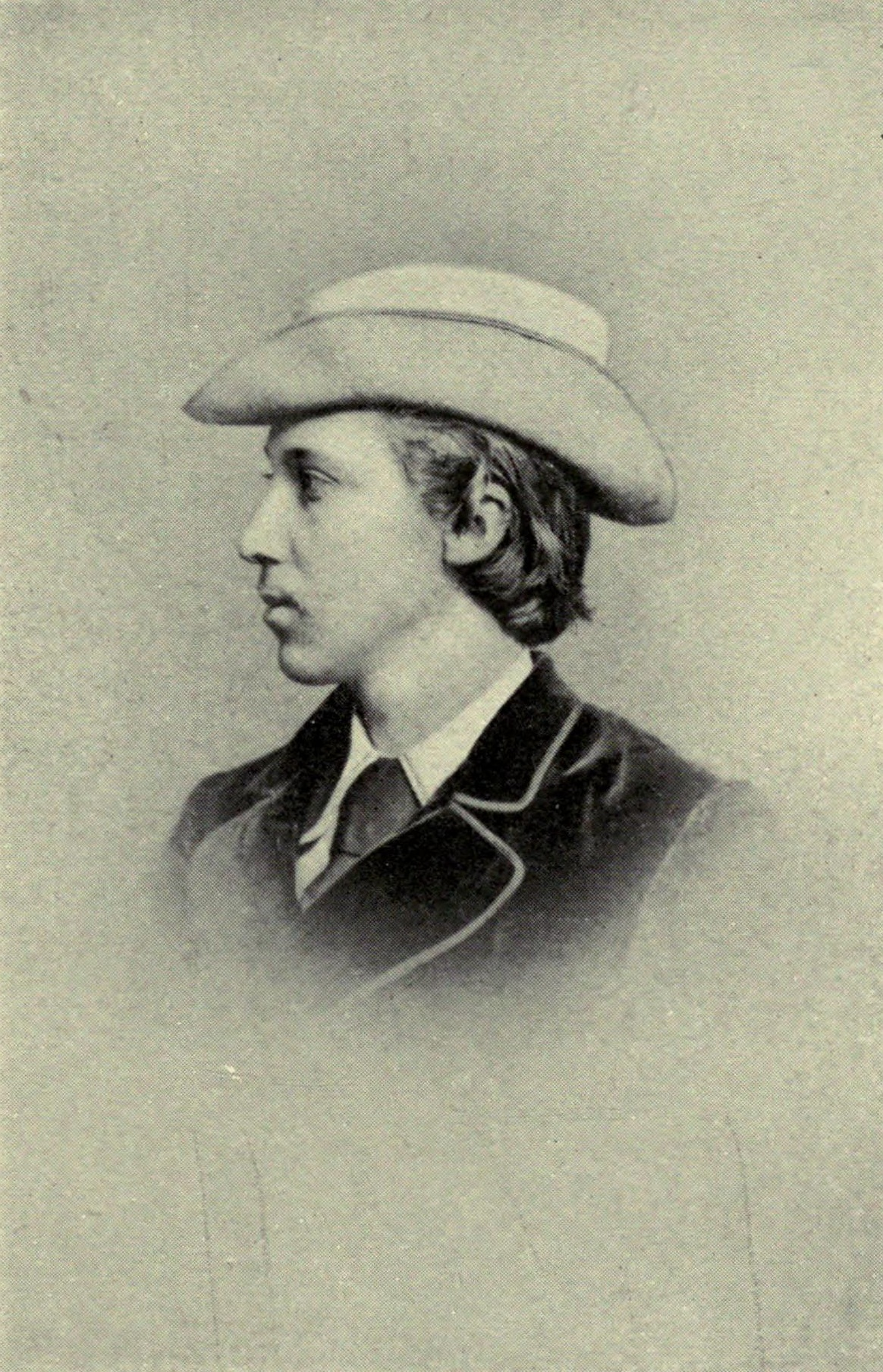
Stevenson en juillet 1874.
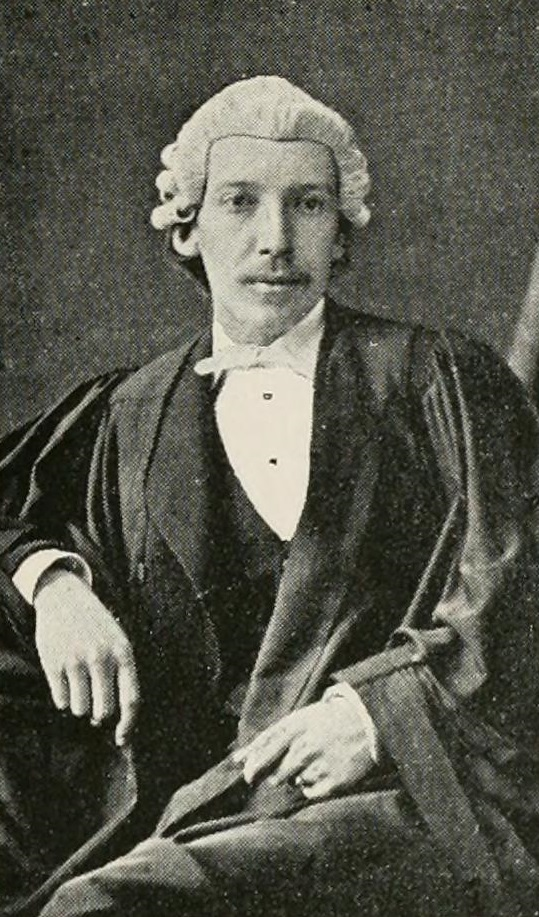
Stevenson en robe d'avocat, 1875.
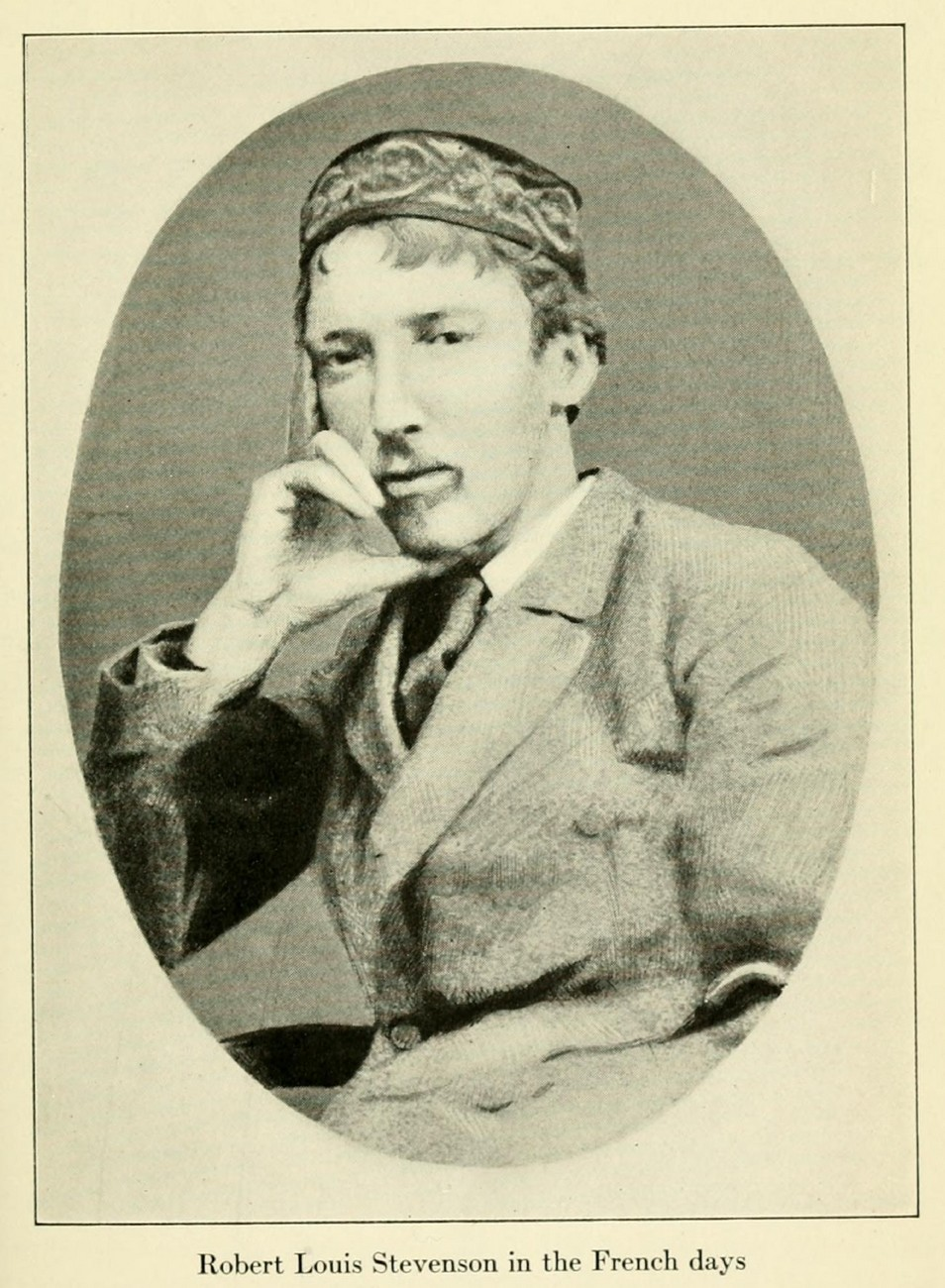
Stevenson en France en 1876 ou 77.

### Mariage
En 1879, malgré l'opposition de sa famille, il part rejoindre Fanny Osbourne en Californie. Partant de Glasgow le 7 août, il atteint New York le 18 et retrouve Fanny à Monterey, après un voyage en chemin de fer.
Il lui est cependant impossible de vivre immédiatement sa passion car elle est encore mariée. En attendant qu'elle divorce, ce qui ne se produit qu'en janvier 1880, Stevenson doit vivre très chichement, rédigeant quelques articles pour le Monterey Californian, une gazette locale. Il prend le train pour San Francisco cherche du travail dans les journaux et sur le port, sans en trouver de durable, décrit le hurlement de la foule toute la journée devant la Bourse de San Francisco, effondrée depuis le krach du Comstock Lode, scènes dont s'inspire Jules Verne en 1879 aussi, pour son roman Les Cinq Cents Millions de la Bégum.
Le 31 octobre 1879, un article du grand quotidien local, The San Francisco Call, révèle que deux navires différents ont lancé une expédition pour retrouver un trésor pirate sur l'Île Cocos. Parmi eux, la goélette Vanderbilt est revenue bredouille. Le mois suivant, Stevenson rédige Le Pavillon sur la lande, nouvelle à peine ébauchée en 1878, publiée l'été suivant dans un magazine londonien. Ce récit d'un vagabond par choix qui parcourt l’Angleterre avec sa roulotte, puis est témoin d’événements mystérieux autour du pavillon qu’il partagea dans sa jeunesse, sera perçu comme un rite de « transgression de la morale », menant à « une sorte d’enthousiasme romanesque », de « l’homme qui peut enfin agir ».
En mars 1880, Stevenson manque de mourir d'une pneumonie: il ne doit son salut qu'à l'attention de Fanny, qui se dévoue six semaines à son chevet. À peine rétabli, il l'épouse le 19 mai à San Francisco et ils partent en lune de miel, accompagnés du fils de Fanny, Lloyd. Cette lune de miel, qu'ils passent à Calistoga en Californie dans une mine d'argent désaffectée, est relatée dans Les Squatters de Silverado publié en 1883. Dès le 17 août 1880, tous deux sont de retour en Écosse, mais dès l'été 1881, exceptionnellement pluvieux, son médecin lui interdit de sortir, sa santé se dégradant. Lors de l'un des derniers jours d'août 1881, il trace une carte d'une île au trésor, à la demande de son beau-fils de 12 ans, Lloyd, puis débute la rédaction du grand roman d'aventure éponyme, pour laquelle s'enthousiasme son père Thomas Stevenson, avant de perdre toute inspiration après les quinze premiers chapitres.

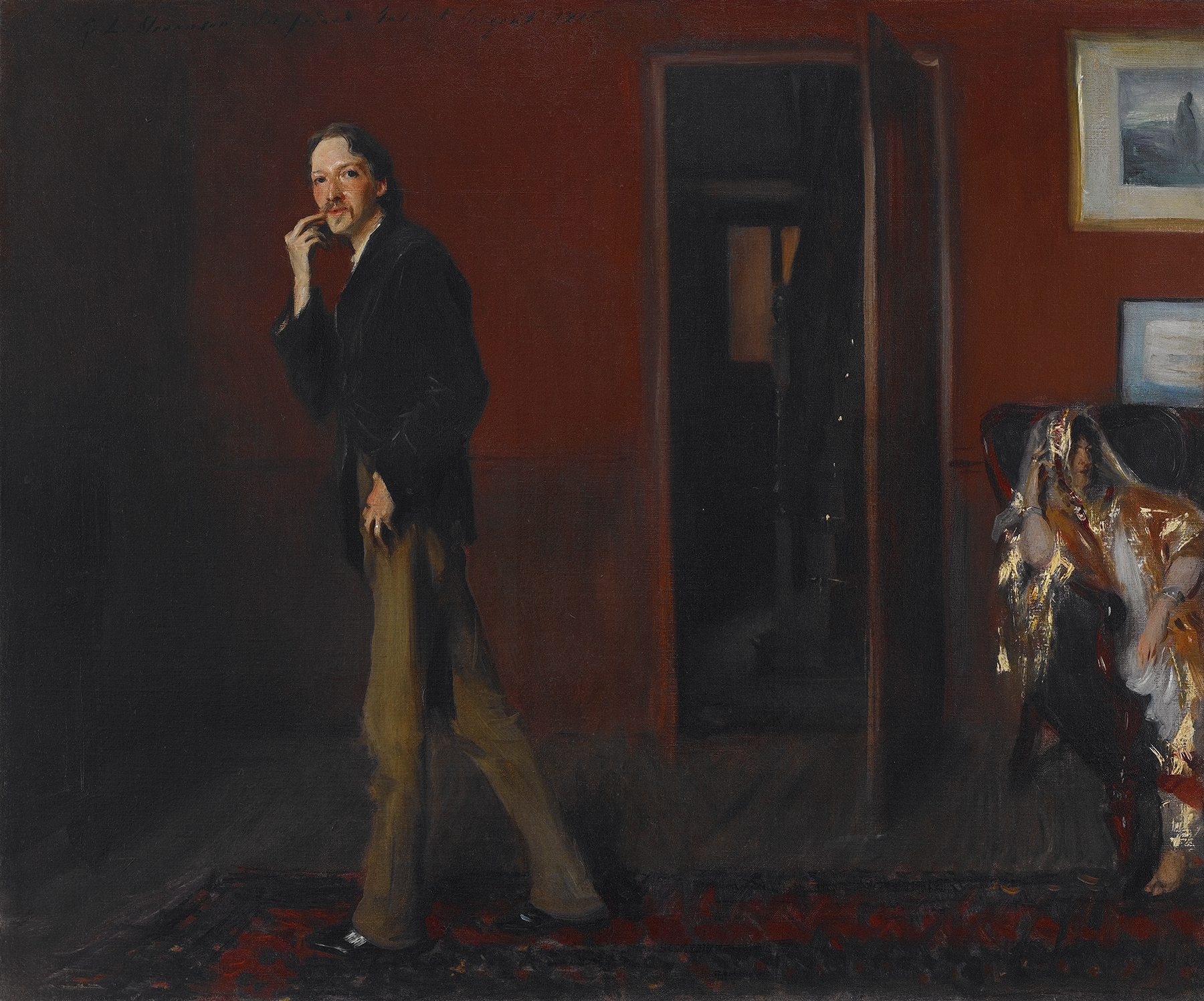
Portrait de Robert Louis Stevenson et de sa femme, 1885
John Singer Sargent
Cristal Bridges Museum, Bentonville

Entre 1880 et 1887, Stevenson voyage beaucoup en Écosse, en Angleterre, séjourne à Davos, cherchant un climat bénéfique à sa santé et où il bénéficie des soins du docteur Karl Rüedi. C'est à Davos, où il arrive le 18 octobre 1881, qu'il retrouve l'inspiration, écrivant les quinze derniers chapitres de L'Île au trésor en seulement deux semaines. 
En novembre 1881, l'éditeur, satisfait, lui envoie 30 livres. Cette œuvre, la première à connaître un vrai succès, ne sera traduite en français qu'en 1885. Dans une lettre de juillet 1884, il demande à son ami Sydney Colvin de lui envoyer une copie du livre écrit par Daniel Defoe en 1720, La vie, les aventures et les pirateries du capitaine Singleton, lui-même inspiré par des textes imprimés à Londres au début du XVIIIe siècle et qui inspireront Swallows and Amazons, roman d'aventure de son futur biographe Arthur Ransome.
Il passe deux ans en 1883 et 1884 à Hyères dans un chalet appelé Solitude, propriété d'Alexis Godillot. Il écrit alors : « Ce coin, notre jardin et notre vue sont subcélestes. Je chante tous les jours avec Bunian le grand barde. Je réside près du Paradis ». Plus tard, il écrit « Heureux, je le fus une fois et ce fut à Hyères ». Il y reçoit les soins du docteur Léon Émile Vidal pour traiter son emphysème pulmonaire.
En 1887, après le décès de son père, il part aux États-Unis, où il est accueilli par la presse new-yorkaise comme une vedette, à la suite du succès de L'Étrange Cas du docteur Jekyll et de M. Hyde (1886). Il passe l'hiver dans les monts Adirondacks pour soigner son emphysème pulmonaire, et décide au printemps d'effectuer une croisière en Océanie où il visite les îles Marquises, les îles Gilbert et les Samoa.

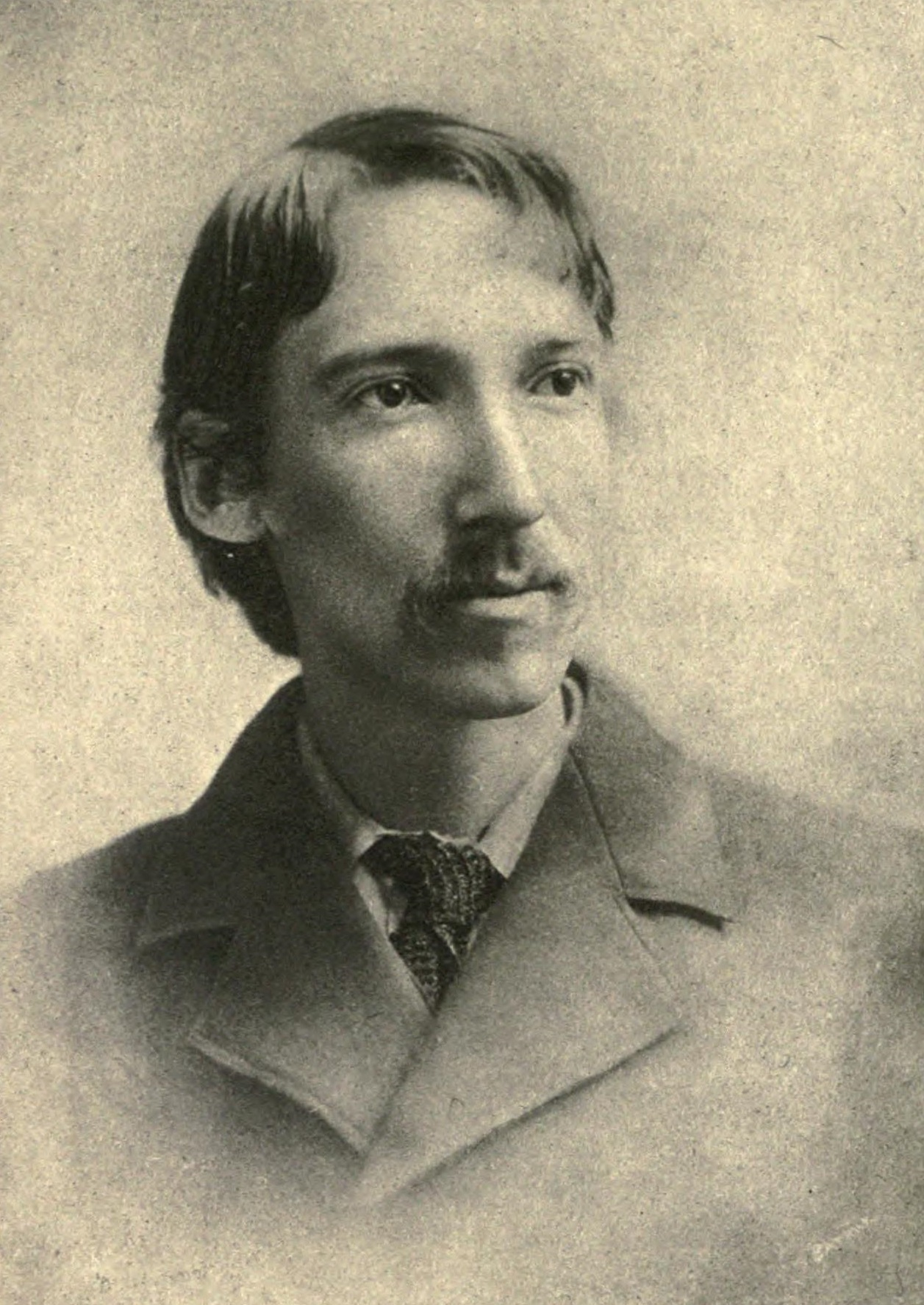
Stevenson à 29 ans (1880).
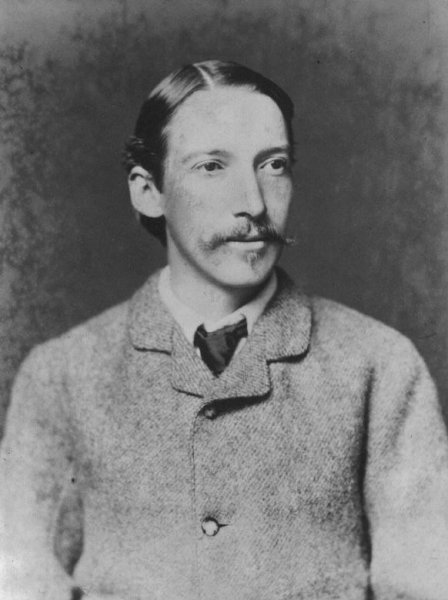
1879 ou 1882.
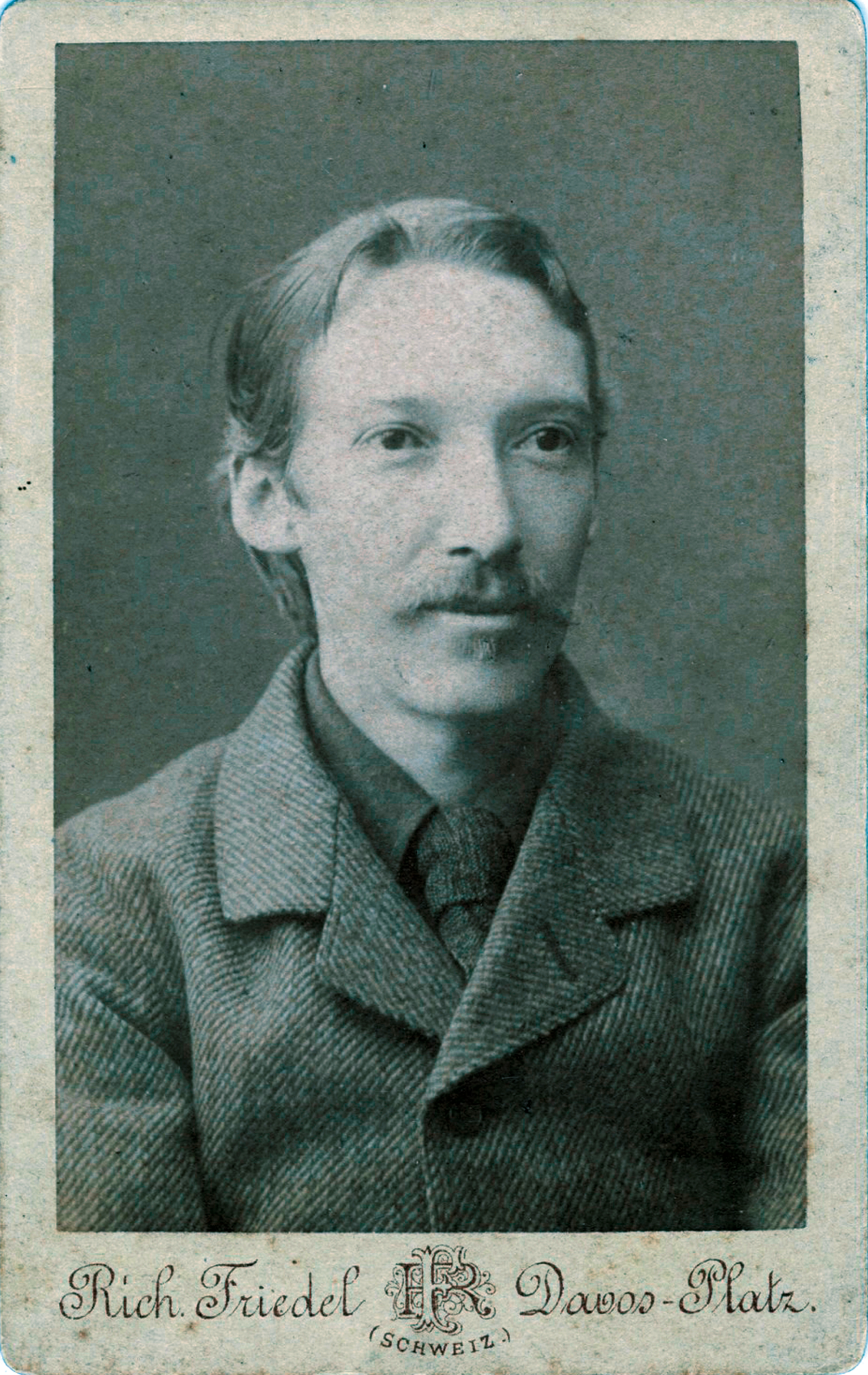
À Davos en 1882.
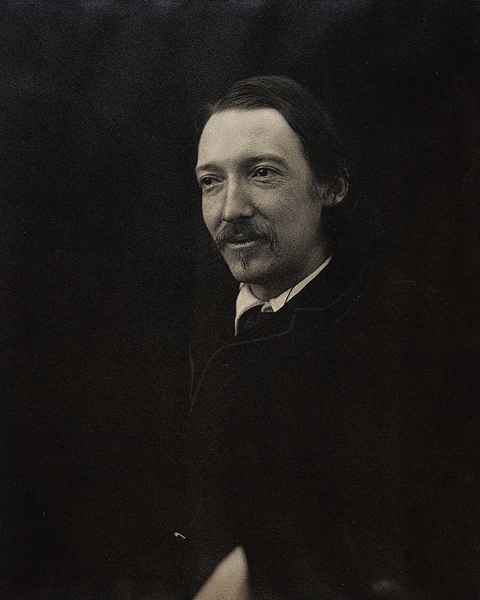
Stevenson en 1885.
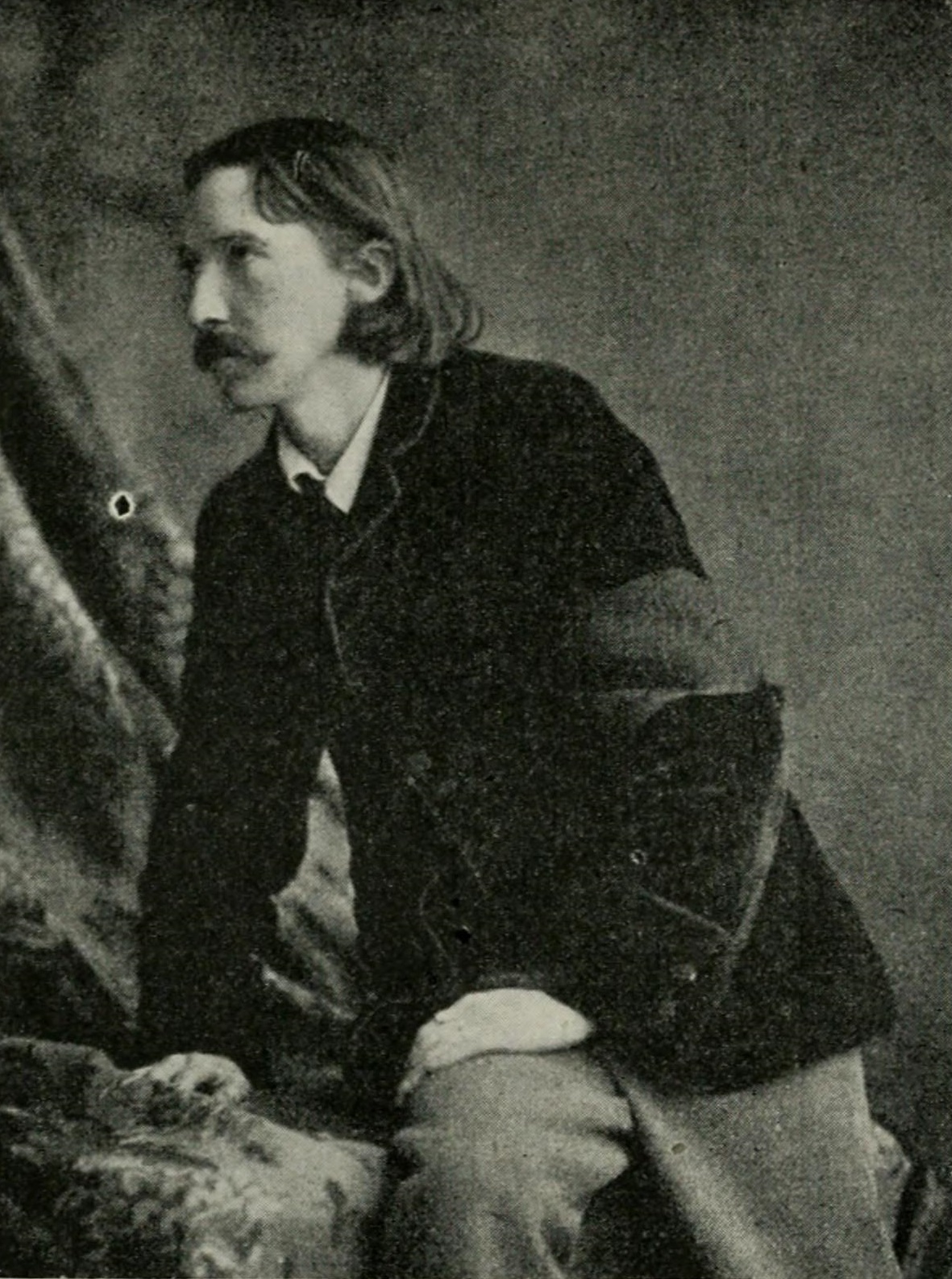
Stevenson en 1886.
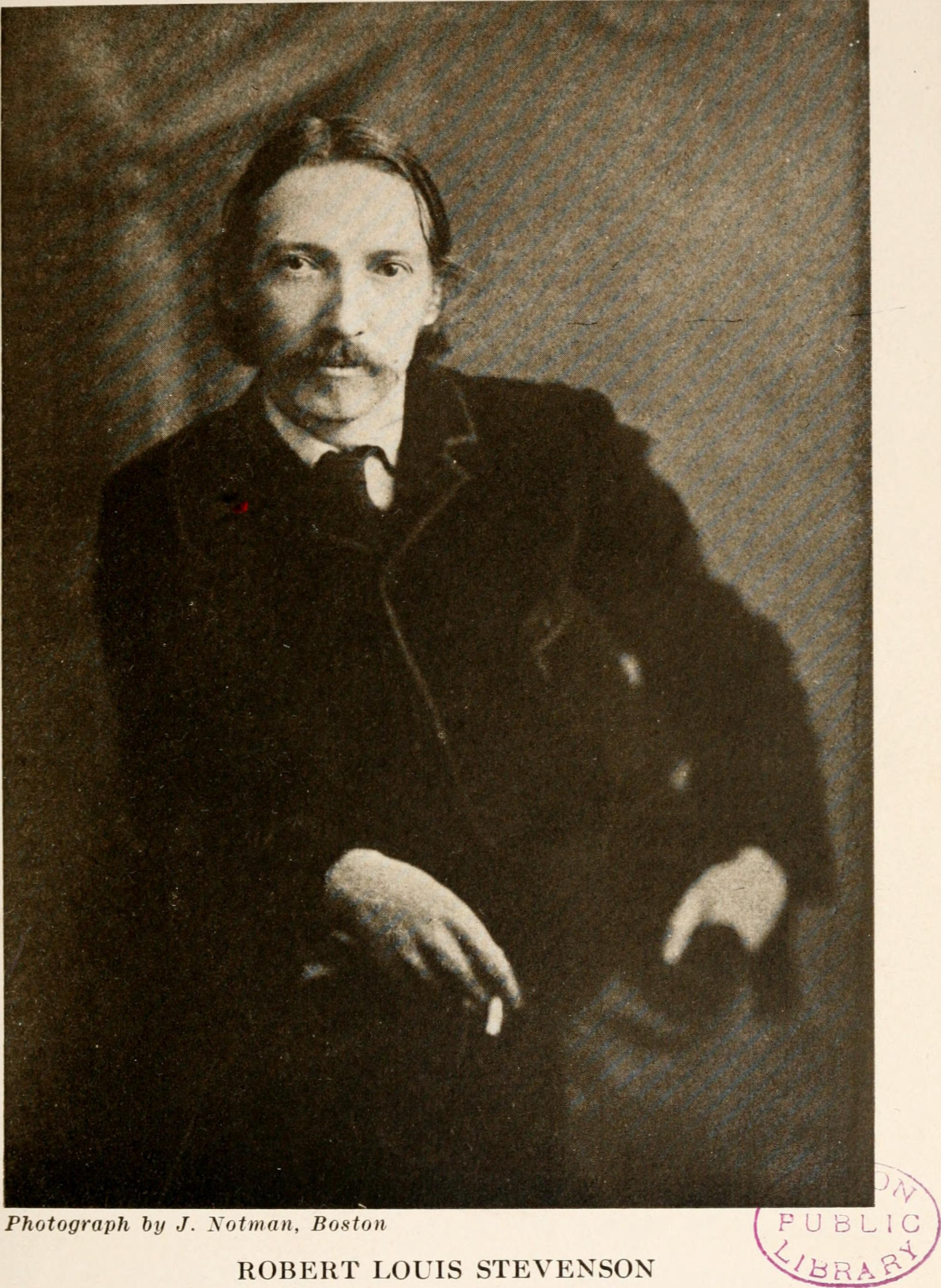
Photo par W. Notman de New York. 28-30 sept. 1887.
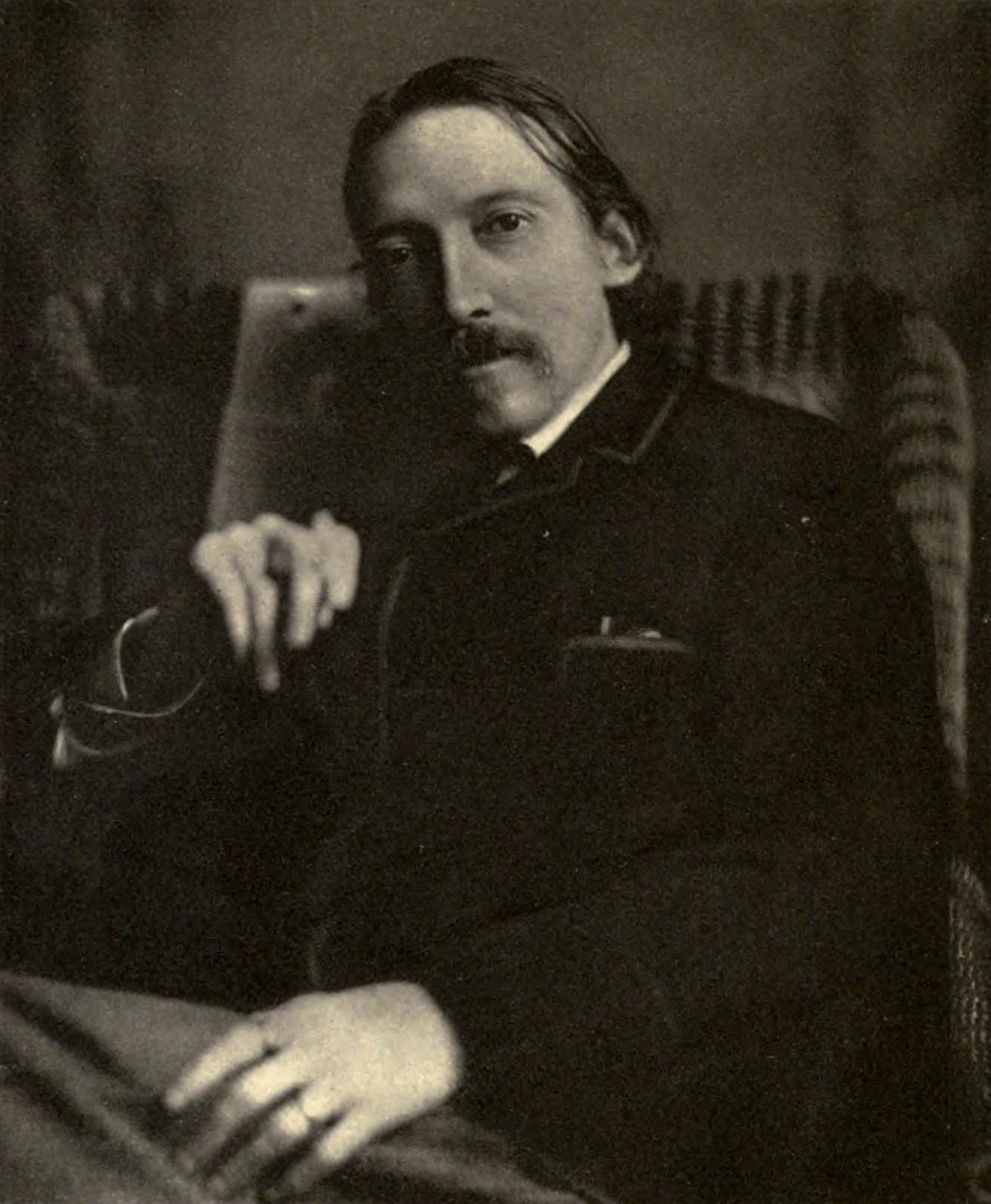
Photo par W. Notman de New York. 28-30 sept. 1887.
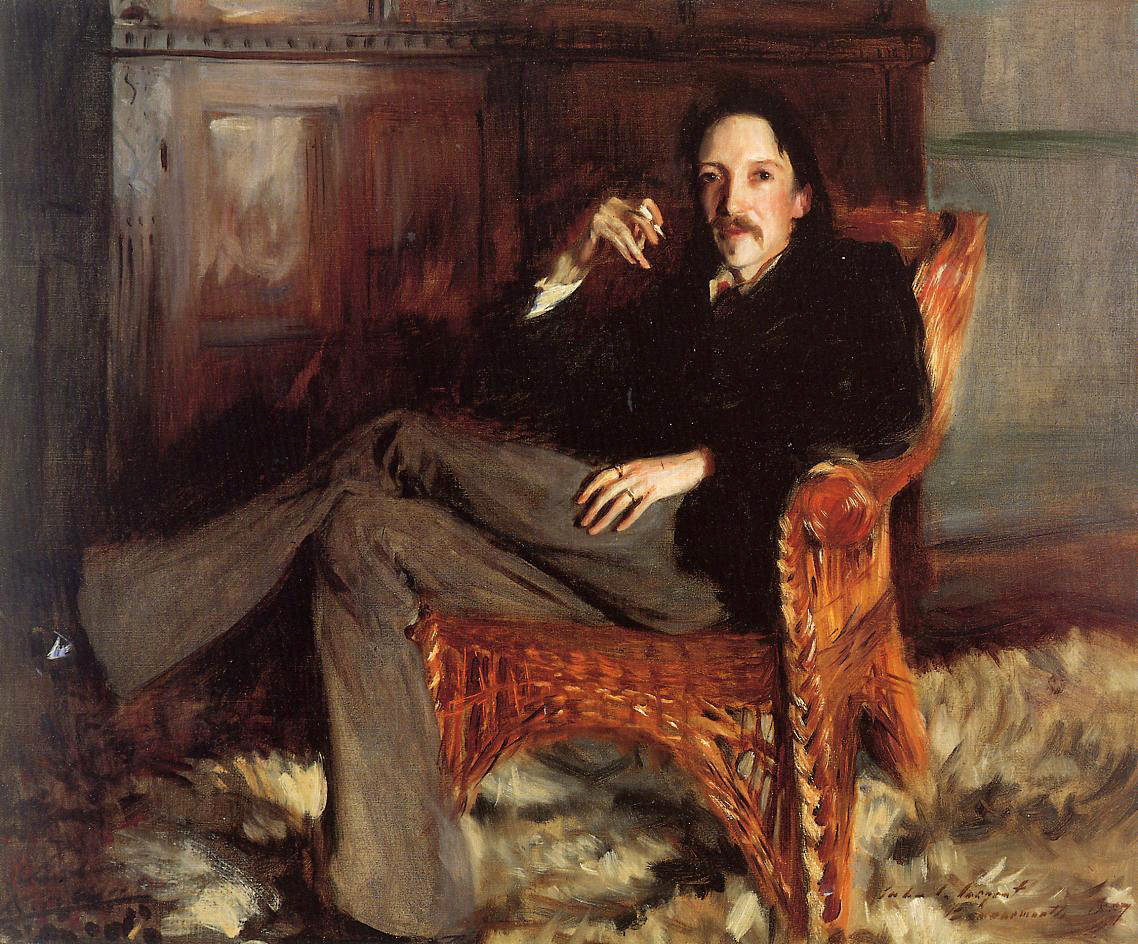
Robert Louis Stevenson, 1887 John Singer Sargent Taft Museum of Art, Cincinnati

### Dernières années
En 1889, il passe aux Samoa à l'occasion d'une série de reportages dans les mers du Sud et se lie avec Harry Jay Moors (1854-1926), un employé des planteurs de sucre de Hawaï, qui a recruté pour eux des employés dans plusieurs îles du Pacifique et fera plus tard fortune aux Samoa.
Début 1890, sa santé se détériorant, Stevenson s'installe définitivement à Vailima, en investissant tout son patrimoine, 4 000 dollars, dans une parcelle de jungle de 1,6 kilomètre carré, à quatre kilomètres au sud de Apia, la capitale des Samoa. Dans une lettre du 20 janvier 1890, contredisant tout ce qu'il avait auparavant écrit sur les Samoa, il justifie cette décision par le fait que le climat tropical serait bénéfique à ses problèmes respiratoires. Les îles Samoa ont, pourtant, un climat humide qui est peu adapté à sa santé fragile et dont la nocivité est dénoncée en 1895 par un rapport du consul britannique affirmant qu'avec « un tel climat, aucun Européen ne peut travailler au grand air tout en restant en bonne santé ». Stevenson y vit avec ses proches dans une surprenante opulence.
Sans négliger sa carrière littéraire, il s'investit beaucoup auprès des Samoans : lors d'une guerre civile en 1893, il prend même leur défense contre l'impérialisme allemand. Pleins de gratitude, les indigènes bâtissent en son honneur une route menant à sa plantation. Il devient même un chef de tribu, appelé respectueusement Tusitala (« le conteur d'histoires ») par ses membres.
Stevenson meurt le 3 décembre 1894, d'une crise d'apoplexie (ou accident vasculaire cérébral)  à l'âge de 44 ans. Il est enterré selon son désir face à la mer au sommet du mont Vaea surplombant Vailima. Lors de ses obsèques, quatre cents Samoans se relaient pour porter son cercueil au sommet du mont Vaea. Sa tombe porte en épitaphe les premiers vers de son poème Requiem composé à Hyères en 1884 :
« Under the wide and starry sky,
Dig the grave and let me lie,
Glad did I live and gladly die,
And I laid me down with a will. »

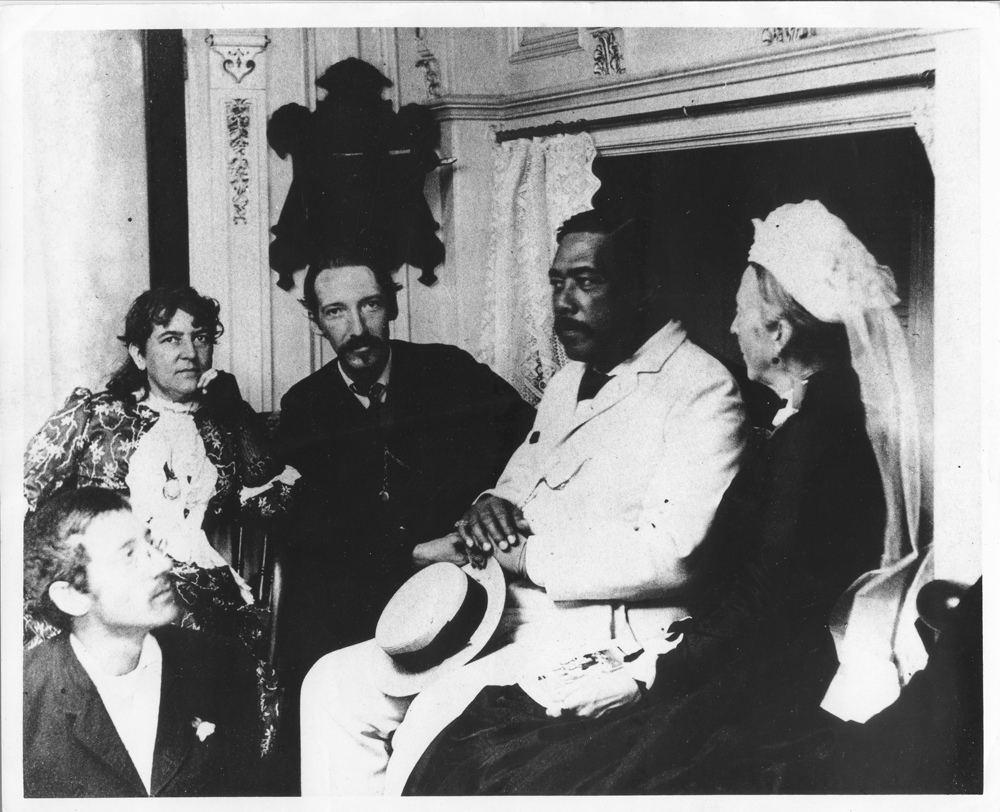
Le roi Kalakaua et la famille Stevenson. De droite à gauche : la mère de Stevenson, Kalakaua, Stevenson et sa femme Fanny, son beau-fils Lloyd.
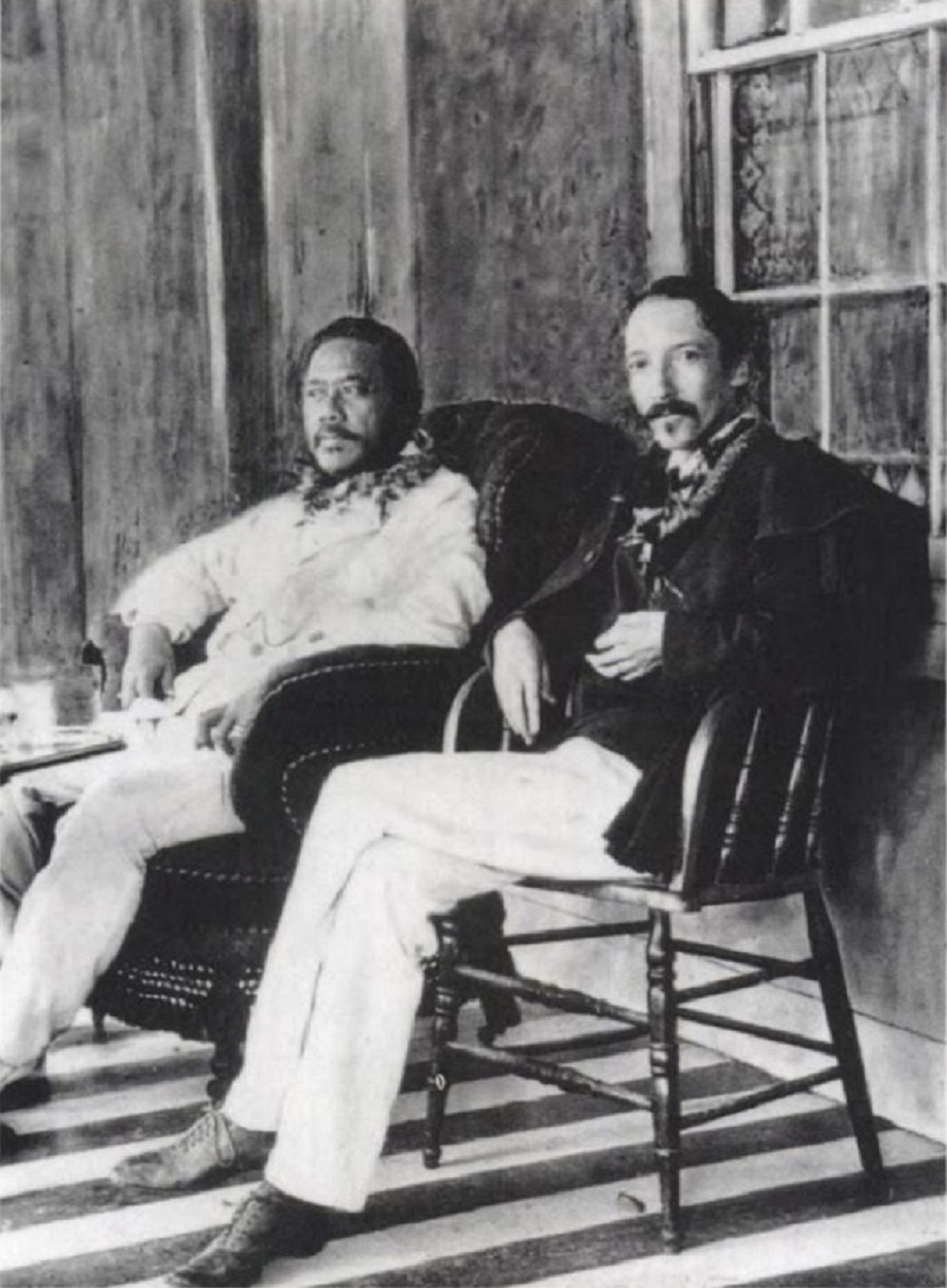
Stevenson avec le roi Kalakaua
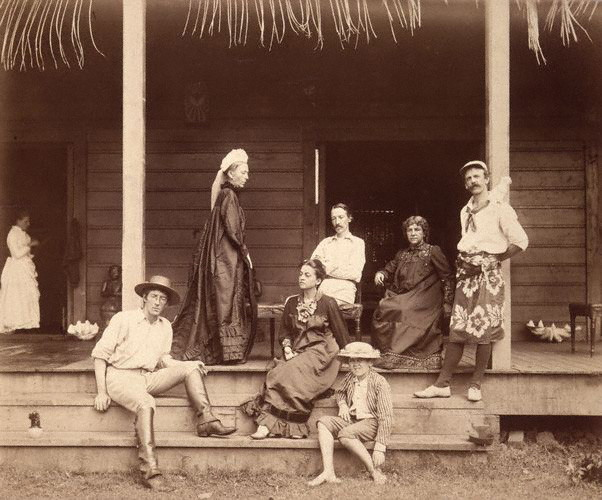
Robert Louis Stevenson avec la famille et des amis à Vailima sur Upolu, Samoa, en 1892
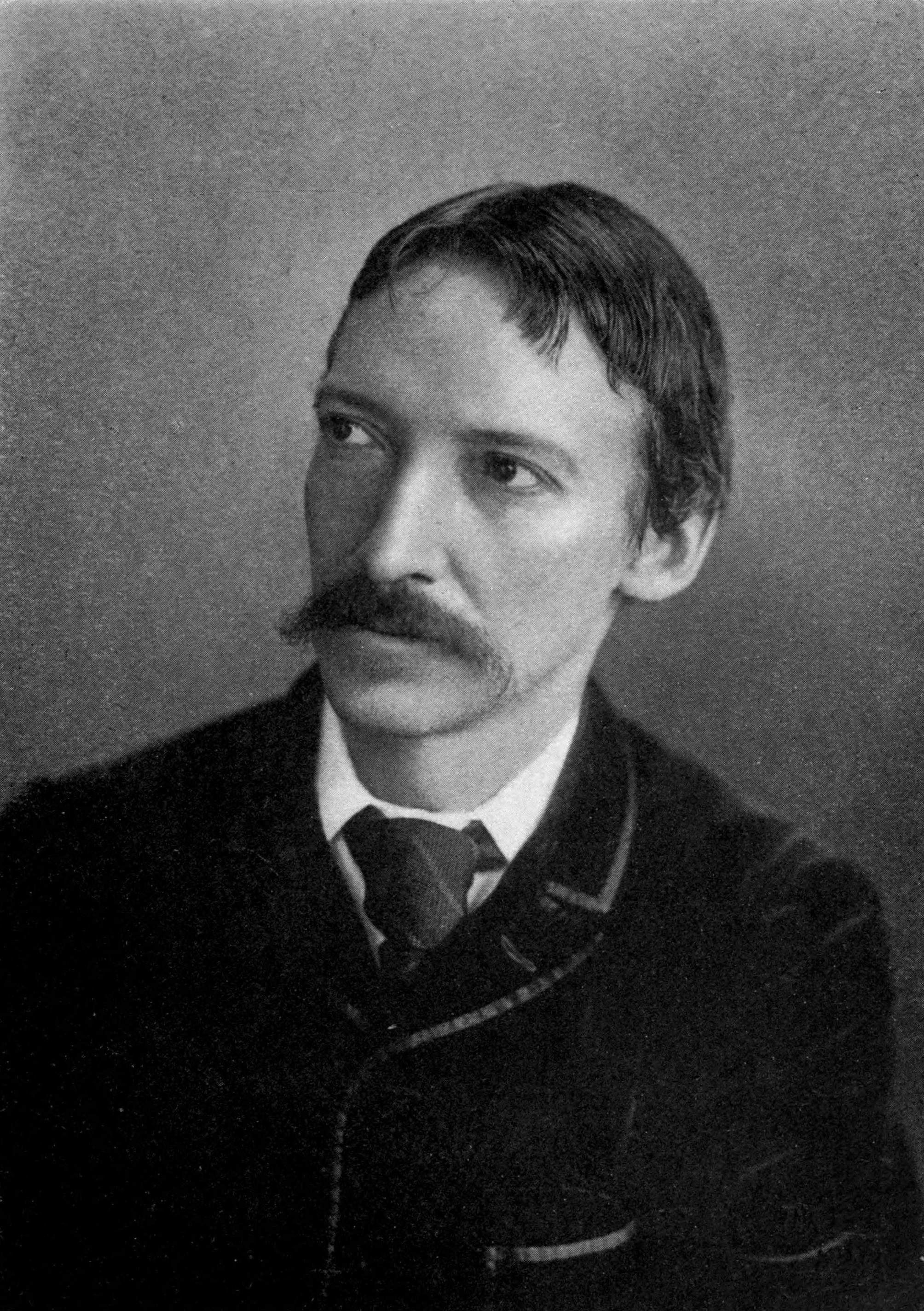
Photo par Henry Walter Barnett. Sydney, 1893
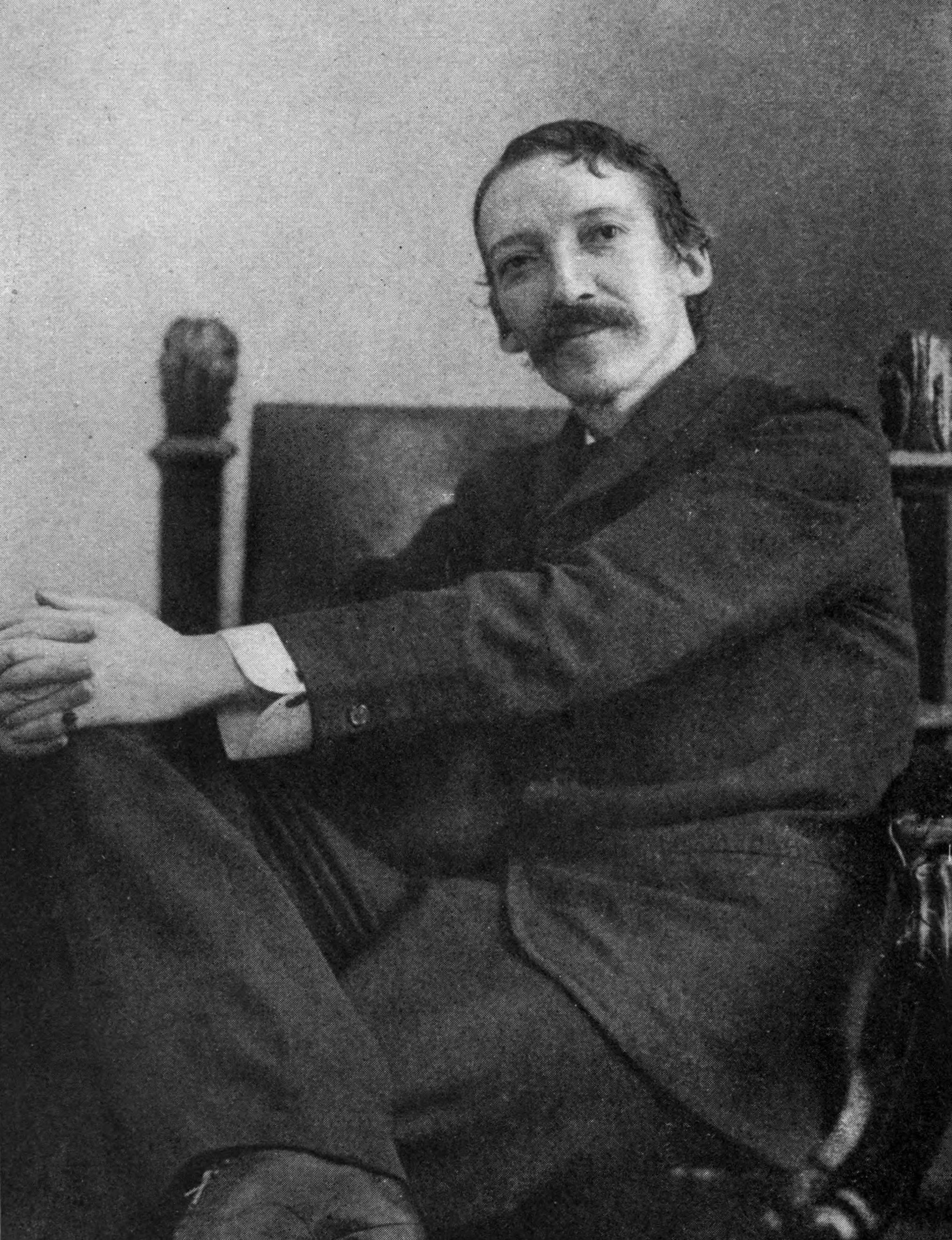
Photo par Henry Walter Barnett. Sydney, 1893
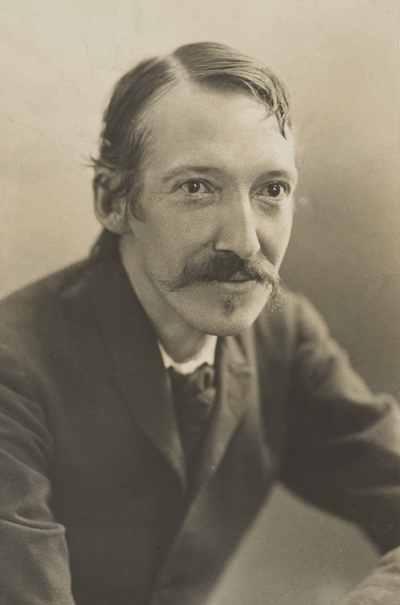
Photo par Henry Walter Barnett. Sydney, 1893
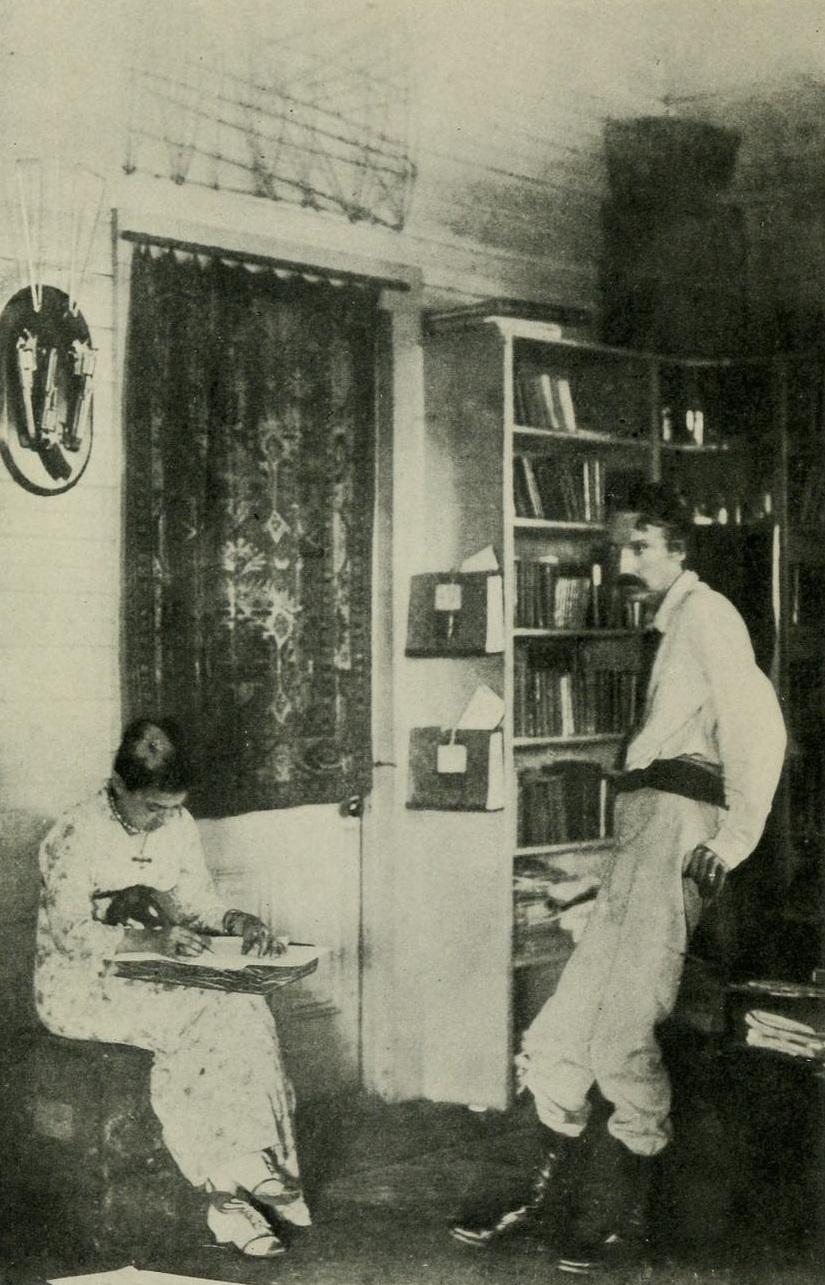
Louis dans son étude à Vailima en compagnie de Belle

## Œuvre
À rebours de ses contemporains naturalistes, Stevenson est à mi-chemin entre naturalisme et impressionnisme. Il privilégie les lois et les exigences de la fiction mais aussi celles du réel. D'une part, c'est en œuvrant en vue de l'efficacité du récit que celui-ci pourra prétendre à fournir une représentation lisible du réel ; d'autre part, Stevenson donne à lire les représentations et les discours de ses contemporains : en témoigne parfois la délégation du récit à des personnages narrateurs et une approche quasi journalistique du décor romanesque. Souvent, ces discours sont ceux de la mauvaise foi, du mensonge et de l'hypocrisie de ses contemporains de l'époque victorienne ; à l'inverse, le choix d'un narrateur atypique est l'occasion de présenter un point de vue réaliste et généreux. Dans les deux cas, la narration exerce une fonction critique de cette époque victorienne.

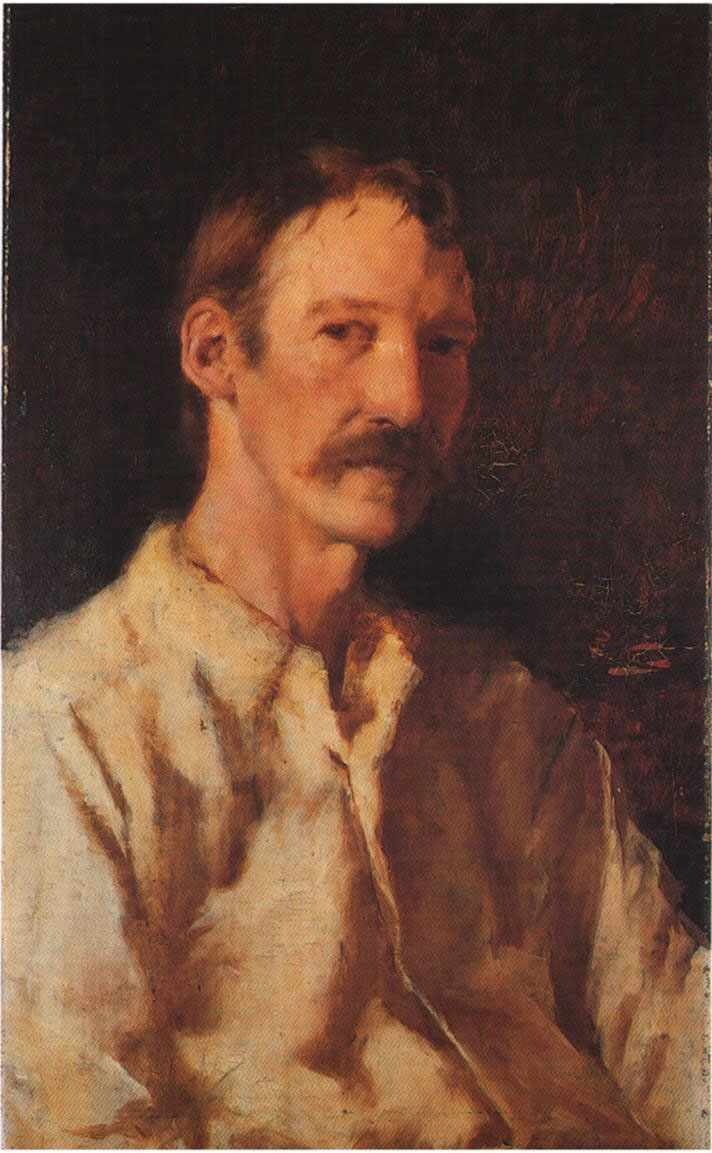
Robert Louis Stevenson par Girolamo Nerli

Ses nouvelles et romans d'aventure, romance et horreur manifestent une profonde intelligence de la narration, de ses moyens et de ses effets. Stevenson est également un très lucide théoricien du récit et de sa propre pratique, et quelques-uns de ses articles critiques, notamment Une humble remontrance, constituent d'authentiques essais de poétique du récit. Stevenson exploite tous les ressorts du récit : il multiplie les narrateurs et les points de vue en insérant dans son récit mémoires ou lettres de personnages (L'Île au trésor, Le Maître de Ballantrae, L'Étrange Cas du Dr Jekyll et de M. Hyde), ce qui a pour effet de donner des versions différentes de la même histoire et de laisser ouverte l'appréciation des personnages et des événements comme la signification même du récit. Ainsi, L'Étrange Cas du docteur Jekyll et de M. Hyde s'achève significativement sur la confession de Jekyll, sans que les narrateurs précédents reprennent la parole, soit pour tirer le sens de cette aventure et des questions éthiques qu'elle pose, soit pour accréditer ou réfuter la version des événements que donne Jekyll : au lecteur de décider. Stevenson recourt souvent à des narrateurs à la compréhension limitée ou à des points de vue lacunaires (le notaire et le chirurgien dans L'Étrange Cas du docteur Jekyll et de M. Hyde), qui assurent un suspense maximal et favorisent une incompréhension initiale propice au fantastique, et mettent en scène dans le même temps les limites étriquées de la compréhension scientiste des phénomènes (ainsi de phénomènes fantastiques) ou l'hypocrisie et la mauvaise foi toute victorienne de son temps (ainsi des rapports fortement teintés d'homosexualité entre les personnages de L'Étrange Cas du docteur Jekyll et de M. Hyde). Ce jeu narratif trouve son apogée avec les narrateurs indignes de confiance, qui par leurs silences délibérés et leurs mensonges laissent des parts d'ombre et d'ambiguïté dans le récit et requièrent un lecteur actif, susceptible de lire entre les lignes (Le Maître de Ballantrae). Stevenson démontre également sa virtuosité formelle dans Les Nouvelles Mille et Une Nuits : ce recueil de nouvelles propose une seule histoire, mais éclatée en une série de récits, chacun donnant une étape de l'histoire à laquelle est associé un personnage principal ; tout le jeu et la prouesse reposent sur le grand écart que ménage Stevenson entre le récit autonome de chaque nouvelle et la trame générale de l'histoire commune à chacune d'entre elles : chaque nouvelle semble proposer un récit entièrement différent et finit par rejoindre et à faire progresser de façon centrale l'intrigue principale.

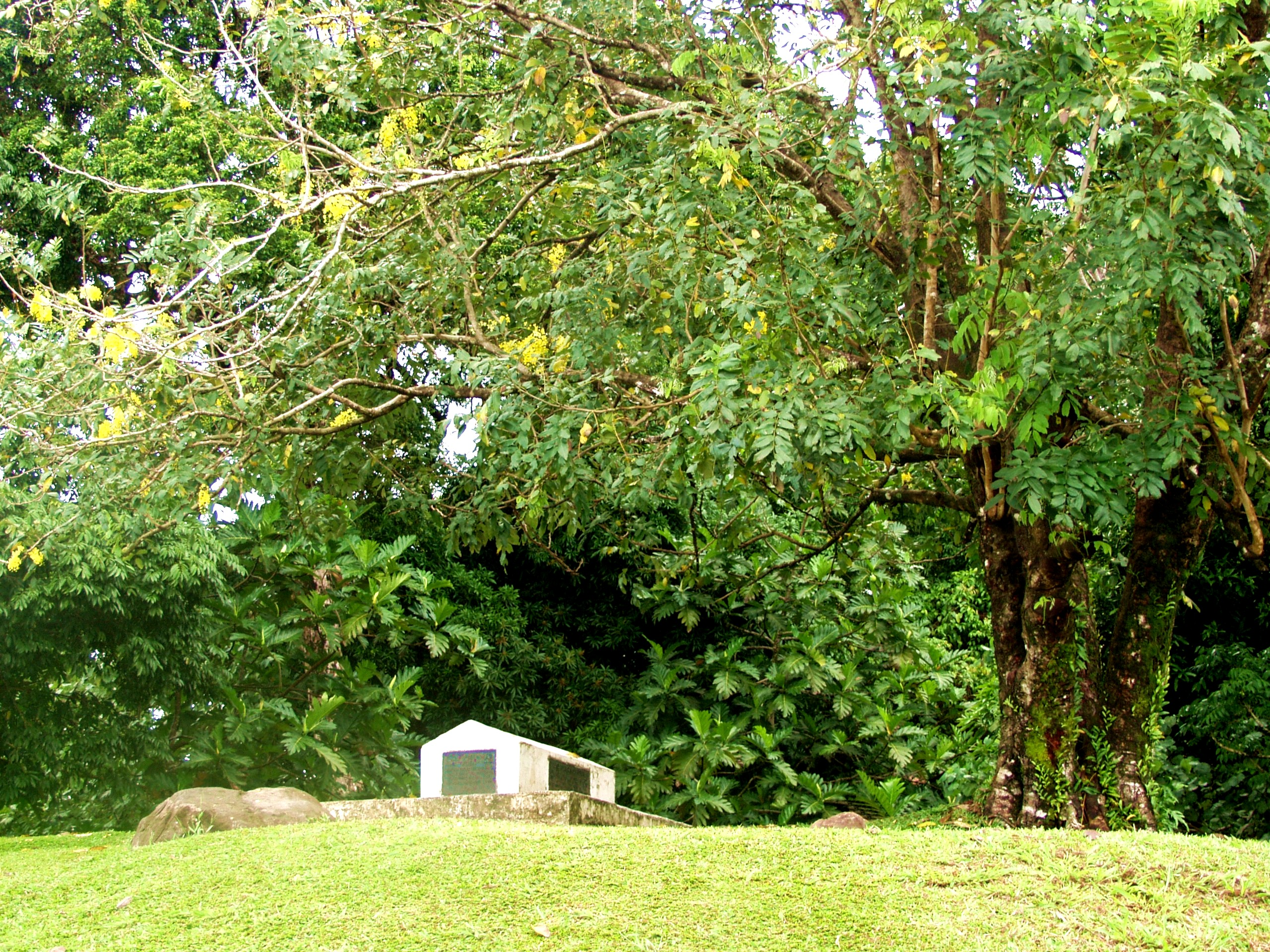
Tombe de Stevenson sur le mont Vaea (Samoa)

L'art du récit de Stevenson se double d'une écriture extrêmement visuelle, propice aux scènes particulièrement frappantes, au très riche pouvoir de suggestion et fortement symboliques : le duel entre les deux frères dans Le Maître de Ballantrae, le piétinement de la fillette, le meurtre d'un notable à coups de canne ou la métamorphose dans L'Étrange Cas du docteur Jekyll et de M. Hyde. Selon un paradoxe qui n'est qu'apparent, cette visibilité de l'écriture stevensonienne passe par une très grande économie de moyens, et le procédé repose davantage sur la suggestion à partir d'un très petit nombre de détails que sur une description exhaustive qui serait moins efficace : là aussi, Stevenson confie au lecteur un rôle actif. Stevenson a lui-même théorisé cette pratique dans ses Essais sur l'art de la fiction, où il dévoile notamment comment une carte, objet visuel non narratif, a fourni la matrice de l'Île au trésor. Cette maîtrise peut passer inaperçue dans la mesure où son objectif n'est pas de se faire remarquer pour elle-même ni même d'innover pour innover, mais de servir l'efficacité, la puissance et la signification du récit. De ce fait, Stevenson souffre — surtout en France où la notion d'avant-garde a largement déterminé le jugement esthétique — d'une réputation d'auteur de romans d'aventure ou de récits fantastiques pour adolescents. Il ne faut pas s'y tromper : il a été salué avec enthousiasme par les plus grands de ses contemporains et de ses successeurs, Henry James qui le considérait comme le plus grand romancier de son temps, Marcel Schwob et Alfred Jarry qui l'ont traduit, Marcel Proust, André Gide, Antonin Artaud (auteur d'un scénario adaptant Le Maître de Ballantrae), Vladimir Nabokov qui fit cours sur L'Étrange Cas du Dr Jekyll et de Mr Hyde, Jorge Luis Borges (dont la préface de L'Invention de Morel, d'Adolfo Bioy Casares, reprend exactement les thèses de l'article Une Humble remontrance), Italo Calvino, Georges Perec et plus récemment Jean Echenoz.
Enfin, à la fin de sa vie, Stevenson fut l'un des premiers à décrire avec précision les paysages et les mœurs des contrées du Pacifique, qu'il évoque en observateur fasciné. Les nombreuses contributions, littéraires et sociologiques, qu'il offrit à leur cause lui valurent l'estime des peuples du Pacifique. En pleine période du colonialisme triomphant, il a défendu la cause des autonomistes contre les puissances coloniales, surtout une fois installé à Samoa. Il a été honoré de la reconnaissance des habitants des Kiribati où son débarquement, un 12 juillet, a été repris comme point de départ de l'indépendance, quatre-vingt-dix ans après. Aux Samoas, sur sa tombe, une épitaphe émouvante le rappelle au souvenir des siens. La popularité de ses récits n'a jamais baissé, et nombreuses sont les adaptations qui en ont été faites, aussi bien sous forme de livres (songeons aux éditions pour jeunes lecteurs illustrées par Pierre Joubert ou par René Follet) qu'au cinéma.

## Œuvres

### Romans et nouvelles

#### Romans
- L'Île au trésor 1(Treasure Island, 1883), son premier grand succès, une histoire de pirates et de trésor caché qui a été adaptée au cinéma plusieurs fois. Le livre est dédié à son beau-fils Lloyd Osbourne, qui lui inspira l'idée de l'île, de ses mystères et de son trésor.
- Prince Othon (Prince Otto, 1885) ; trad. fr. Le Roman du Prince Othon, trad. Egerton Castle, Paris, Éditions Sillage, 288 p., 2010  (ISBN 978-2916266619) ; nouvelle trad. fr. Prince Otto : Une romance, trad. Raphaël Baud, préf. Lucien d'Azay, Paris, Les Belles Lettres, 288 p., 2025  (ISBN 9782251456966)
- L'Étrange Cas du docteur Jekyll et de M. Hyde (Strange Case of Dr. Jekyll and Mister Hyde, 1886)
- Enlevé ! [« Kidnapped »] (trad. Albert Savine), Paris, Éditions Stock, 1905 (1re éd. 1886), LXXII-322 p. (lire sur Wikisource) — Les aventures du jeune David Balfour traqué dans les Highlands pour son implication dans le meurtre d'Appin. Une suite intitulée Catriona a paru en 1893.
- Les Mésaventures de John Nicholson (The Misadventures of John Nicholson: A Christmas Story, 1887)
- La Flèche noire (The Black Arrow: A Tale of the Two Roses, 1888)
  - La Flèche noire (trad. E. La Chesnais), Mercure de France, 1901   (Wikisource)
- Le Maître de Ballantrae (The Master of Ballantrae, 1889)
  - Le Maître de Ballantrae (trad. Théo Varlet)   (Wikisource)
- Un mort encombrant (The Wrong Box, 1889)[50]
- Les Naufragés de Soledad (The Castaways of Soledad, 1891), inachevé et posthume[51]
- Le Trafiquant d'épaves (The Wrecker, 1892)[50] parfois aussi traduit sous le titre Le Naufrageur
- Catriona (trad. Jean de Naÿs, préf. Gaston Bonet-Maury), Paris, Hachette, 1907 (1re éd. 1893), XI-314 p. (lire sur Wikisource) — Œuvre également connue sous le titre de : Les Aventures de David Balfour (tome 2). Il s'agit de la suite d'Enlevé ! paru en 1886.
- Le Creux de la vague ou Le Reflux (The Ebb-Tide, A Trio and a Quartette , publié après sa mort, 1894)[50]
- Hermiston, le juge pendeur (Weir of Hermiston, 1896), inachevé et posthume, également paru en France sous le titre : Le creux des sorcières.
- Saint-Yves : Aventures d'un prisonnier français en Angleterre (St. Ives: Being The Adventures of a French Prisoner in England, 1897), inachevé et posthume, également paru en France sous le titre : L'Évadé d'Édimbourg[52].
- La Malle en cuir ou la société idéale (The Hair Trunk or The Ideal Commonwealth, 1877), inachevé et posthume[53]

1: Ce roman a été terminé par son fils car il était décédé.

#### Nouvelles
- La Cave pestiférée (The Plague Cellar, écrit vers 1864, publié après sa mort)
- Quand le diable était jeune (When the Devil was Well, écrit vers 1875, publié après sa mort)
- Lettres édifiantes de la famille Rutherford (inachevé, commencé vers 1876, publié après sa mort)
- Une chanson ancienne (An Old Song, écrit vers 1874, première nouvelle publiée de Stevenson en 1877)
- Will du Moulin (Will O'the Mill, 1877), traduit en français par Marcel Schwob, Réed Allia, 1997, 64 p.
 Traduction entièrement nouvelle sous le titre Will, l'homme du moulin, par Nicolas Waquet, Payot, Rivages, coll. «  Rivages Poche Petite Bibliothèque», 2022, 80 p.

Traduit en français sous le titre Guillaume au moulin par Edmée Montandon, Éditions des Portes de France, Porrentruy, Suisse, Coll. de l'Oiselier, 1947, 88 p.
- Les Nouvelles Mille et Une Nuits (New Arabian Nights, 1882)
  - Le Club du suicide (The Suicide Club, 1878)
    - Histoire du jeune homme aux tartelettes à la crème (Story of the Young Man with the Cream Tarts)
    - Histoire du médecin et du coffre de Saratoga (Story of the Physician and the Saratoga Trunk)
    - L'Aventure des fiacres (The Adventure of the Hansom Cabs)

  - Le Diamant du Rajah (The Rajah's Diamond, 1878)
    - Histoire du carton à chapeau (Story of the Bandbox)
    - Histoire du jeune ecclésiastique (Story of the Young Man in Holy Orders)
    - Histoire de la maison aux stores verts (Story of the House with the Green Blinds)
    - L'Aventure du Prince Florizel et d'un détective (The Adventure of Prince Florizel and a Detective)

  - Le Pavillon sur la lande (The Pavilion on the Links, 1880)
  - Un logis pour la nuit (A Lodging for Night, 1877)
  - La Porte du Sire de Malétroit (The Sire of Malétroit's Door, 1877) (adaptée au cinéma en 1951, Le Château de la terreur (The Strange Door))
  - La Providence et la Guitare (The Providence and Guitar, 1878)
- Histoire d'un mensonge (The Story of a Lie, 1879)
- Janet la revenante (Thrawn Janet, 1881)
- Les Gais Lurons (The Merry Men, 1881)
- Le Voleur de cadavres (The Body Snatcher, 1883) traduit pour la première fois sous le titre Le Déterreur de cadavres en 1938, un conte d'horreur basé sur un fait divers réel
- Le Trésor de Franchard (The Treasure of Franchard, 1883)
- Markheim (Markheim, 1885)
- Le Dynamiteur (More New Arabian Nights: The Dynamitter, 1885), la suite des Nouvelles mille et une nuits coécrite avec sa femme Fanny Van de Grift
- Olalla (Olalla, 1885)
- Les Mésaventures de John Nicholson (The Misadventures of John Nicholson, 1887)
- La Magicienne (The Enchantress, écrit vers 1890, publié après sa mort)
- Veillées des Îles (Island's Night Entertainments) recueil de nouvelles paru en 1893 comprenant :
  - Le Diable dans la bouteille (The Bottle Imp, 1891)
  - La Plage de Falesà (The Beach of Falesa, 1892)
  - L'Île aux voix (The Isle of Voices, 1893)
- Thorgunna la solitaire (The Waif Woman, écrit en 1892, publié après sa mort)
- Histoire de Tod Lapraik (The Tale of Tod Lapraik, 1893)
- Fables (Fables, 1895)
- Contes des Mers du Sud (South Sea Tales, 1906) édité par Roslyn Joly. À ne pas confondre avec l'œuvre homonyme de Jack London.

### Articles, correspondance, essais, textes théoriques
- Essais sur l'art de la fiction, textes rassemblés et édités par Michel Le Bris, Payot.
- Une amitié littéraire. Correspondance Henry James - Robert Louis Stevenson, éd. Michel Le Bris, Payot.
- Father Damien: an Open Letter to the Rev. Dr. Hyde of Honolulu (1890)
- Un roi barbare, essai sur H.D. Thoreau, (Henry David Thoreau : his character and opinions, 1880), Finitude, 2009, trad. Thierry Gillybœuf
- Une apologie des oisifs (An Apology for Idlers, 1877), Paris, Éditions Allia, 1999, 80 pp[54].
- Virginibus puerisque, Éditions Allia, 2003,  (ISBN 9782844851246), trad. Laili Dor et Mélisande Fitzsimons
- « Charles of Orléans », in Familar Studies of Men and Books 1882, traduction Jacques Drillon, Gallimard, 1992.

### Poésie
- Emblèmes moraux (1882), recueil de poèmes illustré de gravures de l'auteur, publié à Davos. Traduction française et préface de Jean-Pierre Vallotton, L'Atelier du Grand Tétras, 2020.
- Le Jardin poétique d'un enfant (A Child's Garden of Verses, 1885), recueil destiné à l'origine aux enfants mais très populaire aussi auprès de leurs parents. Il contient les fameux « My Shadow » et « The Lamplighter ». Traduction française (et préface) de Jean-Pierre Vallotton: Jardin de poèmes pour un enfant, édition bilingue, Hachette, Le Livre de Poche Jeunesse, collection Fleurs d'encre, 1992 et 1995.
- Underwoods (1887)
- Ballads (1890)
- Songs of Travel / Chants du voyage, éd. bilingue, Les Belles Lettres, 1999. (Parution posthume en 1896 ; il s'agit d'un recueil de poèmes sur ses voyages).

### Sur les voyages
- Voyage en canoë sur les rivières du Nord (An Inland Voyage, 1878), voyages à travers la France et la Belgique. Édité par 10/18 en français à l'occasion du centenaire en 1978: La France que j'aime (chapitre principal avec deux autres chapitres: « Voyage avec une palette et des pinceaux » sur la forêt de Fontainebleau et ses peintres et « Voyage à travers les livres » sur quelques auteurs français). Édité en français par la Nouvelle Société des Éditions Encre, Paris, en 1985 sous le titre Canaux et Rivières, d'Anvers à Compiègne.
- Voyage avec un âne dans les Cévennes (Travels with a Donkey in the Cévennes, 1879), un des premiers livres présentant la randonnée et le camping comme des activités de loisirs (il s'agit du premier essai décrivant des sacs de couchage)
- Journal de route en Cévennes  (à partir de Materials of Travels with a Donkey, 187?), le journal de Stevenson sur son périple dans les cévennes, non publié en anglais.
- Les Squatters de Silverado (The Silverado Squatters, 1883), conclusion de son périple aux États-Unis décrivant sa vie en Californie durant sa lune de miel dans une mine désaffectée.
- À travers les grandes plaines (Across the Plains, 1892), voyage qui s'effectua en train de New York jusqu'à San Francisco
- L'Émigrant amateur (The Amateur Emigrant, 1895), il s'agit ici de la première étape de son périple vers l'Amérique, la traversée de Glasgow à New York en bateau à vapeur et la traversée des États-Unis.

### Œuvres documentaires sur le Pacifique
- Dans les mers du Sud (In the South Seas, 1891), une collection d'articles de Stevenson et d'essais sur ses voyages dans le Pacifique. Deux traductions françaises en 1920 : aux Éditions de la Sirène (Théo Varlet) et Éditions de la NRF (Marie-Louise des Garets).
- A Footnote to History: Eight Years of Trouble in Samoa (1892), traduit en français sous le titre de Les Pleurs de Laupepa: En marge de l'histoire, huit années de troubles aux Samoa, Voyageurs Payot, 1995.

### Œuvres musicales
https://www.youtube.com/user/jfmrussell/videos

## Hommage
- (30881) Robertstevenson, astéroïde nommé en hommage.

#### Anglophone
- (en) Alice Brown et Louise Imogen Guiney, Robert Louis Stevenson a Study, Boston, Copeland and Day, 1895, 56 p. (lire en ligne),
- (en) James Playsted Woods, The lantern bearer : a life of Robert Louis Stevenson, New York, Pantheon, 1965, 200 p. (lire en ligne),
- (en) Beverly Gherman, Robert Louis Stevenson: Teller of Tales, New York, Atheneum Books, 31 décembre 1996, 152 p. (ISBN 9780689319853, lire en ligne),
- (en) Angelica Shirley Carpenter et Jean Shirley, Robert Louis Stevenson: Finding Treasure Island, Minneapolis, Lerner Publications, 1er août 1997, 152 p. (ISBN 9780822549550, lire en ligne),
- (en) John Malam, Robert Louis Stevenson, Londres, Evans Brothers, 1er septembre 2000, 24 p. (ISBN 9780237522155, lire en ligne),
- Philip Callow, Louis: The Life Of Robert Louis Stevenson, Londres, Constable, 27 février 2001, 368 p. (ISBN 9781566633437, lire en ligne),

#### Francophone
- Michel Le Bris, R. L. Stevenson - Les années bohémiennes, Paris, Nil, 1994, 684 p. (ISBN 2-84111-001-X)
- Michel Le Bris (dir.), Cahier Stevenson, Éditions de l'Herne, Cahiers de l'Herne, no 66, Paris, 1995, 372 p. (ISBN 9782851970770)
- R. L. Stevenson (trad. de l'anglais), À travers l'Écosse, Bruxelles, Complexe, 1992, 237 p. (ISBN 2-87027-443-2)recueil de divers textes de Stevenson lui-même, rassemblés autour du thème de l'Écosse, dans lesquels se mêlent descriptions de promenades et souvenirs de jeunesse.
- R. L. Stevenson (trad. de l'anglais), La Route de Silverado, Paris, Phébus, 2000, 509 p. (ISBN 2-85940-689-1)recueil des textes majeurs L'Émigrant amateur, À travers les grandes plaines et Les Squatters de Silverado, accompagnés de divers textes et correspondances durant son séjour en Californie.
- R. L. Stevenson, Essais sur l'art de la fiction, Payot, 1992 (ISBN 2-228-88542-8)
- R. L. Stevenson, Journal de route en Cévennes, Toulouse, Privat/Club cévenol, juin 2002 (ISBN 978-2-7089-5808-1 et 2-7089-5808-9)édition critique et exhaustive du Voyage avec un âne dans les Cévennes.
- Bernard Bastide (dir.), Francis Lacassin et al. (préf. Christian Giudicelli), Balade dans le Gard : sur les pas des écrivains, Paris, Alexandrines, coll. « Les écrivains vagabondent » (réimpr. 2014) (1re éd. 2008), 255 p. (ISBN 978-2-37089-001-6, présentation en ligne), « Robert Louis Stevenson, écrivain gardois par chagrin d'amour », p. 38-44
- Catherine Bernié-Boissard, Michel Boissard et Serge Velay, Petit dictionnaire des écrivains du Gard, Nîmes, Alcide, 2009, 255 p. (présentation en ligne), p. 235-236
- Jean-Luc Pouliquen, Robert Louis Stevenson à Hyères, CIPP, 2015,  (ISBN 978-1508951223).
- Claire Harman, Robert Louis Stevenson, HarperColins, 2005 (s'appuyant notamment sur les huit recueils des lettres de Stevenson annotées par Ernest Mehew)
- André Crémillieux, Pourquoi R.-L. Stevenson a-t-il choisi Le Monastier en 1878 ? : in Cahiers de la Haute-Loire 2004, Le Puy-en-Velay, Cahiers de la Haute-Loire, 2004
- Adrien Le Bihan, «Édifices miroir du secret chez Stevenson», dans Sigila, n°28, «Architectures secrètes», automne-hiver 2011.